# Sept merveilles du Dauphiné
Pour les articles homonymes, voir Merveilles du monde (homonymie).
Les sept merveilles du Dauphiné sont des curiosités naturelles de la géologie alpine ou des constructions anciennes marquantes, toutes situées dans la région historique et ancienne province du Dauphiné, au sein de l'actuel département français de l'Isère.

Mentionnées dès le XIIIe siècle, les sept merveilles sont sources de nombreuses légendes dues à leur singularité. Nourrissant toute une mémoire régionale, elles servent dès le XVIIe siècle d'instrumentalisation de mythes antiques et religieux au profit du tourisme, des arts dauphinois et de la constitution d'une identité provinciale.

## Historique

### Constitution de la liste
La liste des merveilles du Dauphiné est dressée pour la première fois au XIIIe siècle par Gervais de Tilbury, au sein de son ouvrage encyclopédique Otia Imperialia, qui regroupait près de 129 merveilles à travers les différentes provinces. La liste est reprise au début du XVIe siècle par Symphorien Champier, historiographe du Lieutenant général du Dauphiné Bayard, dans son livre Quatre singularités du Dauphiné. Il y note que Louis XI, encore dauphin, disait que son pays du Dauphiné a quatre merveilles : la fontaine ardente, le mont inaccessible, la Tour sans venin et le Grésivaudan. À la même époque, Aymar du Rivail identifie quinze merveilles au sein de la province.

Le nombre de sept est celui qui revient le plus souvent et devient définitif, en grande partie pour créer un parallèle avec les Sept Merveilles du monde : il faut plus longtemps pour que les auteurs s'accordent sur le choix des sept curiosités ainsi mises en avant. En 1643, Claude Jordan écrit que les historiens ont identifié sept merveilles du Dauphiné.

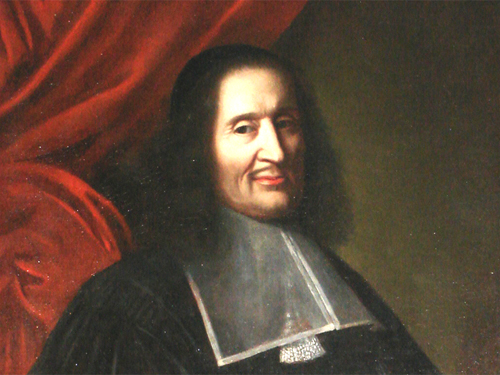
Denys de Salvaing de Boissieu.

Denys de Salvaing de Boissieu, premier président de la Chambre des comptes du Dauphiné, reprend la liste de Champier et y ajoute de nombreux détails, rédigeant notamment deux opuscules dédiés à la Tour sans Venin (Turis Alexipharmacos, 1631) et au mont Aiguille (Mons inaccessibilis apud Vocontios Trivienses in Delphinatu, 1632). En 1638, il fait éditer un recueil intitulé Sylvae quatuor, où sont rajoutés la Fontaine ardente et les Cuves de Sassenage. En 1656, finalement, de Boissieu fait paraître son Septem Miracula Delphinatus.

### Utilisation du mythe pour l'identité provinciale
Entre les XVIIe siècle et XVIIIe siècle, les érudits dauphinois humanistes associent les sept merveilles aux mythes antiques dans une volonté de donner à la province un enracinement temporel et une identité forte, en opposition à la perte de libertés politiques entraînée par la suspension des états provinciaux. Nicolas Chorier consacre un chapitre entier aux sept merveilles du Dauphiné dans son Histoire générale du Dauphiné en 1661, ; un peu plus tard, il rédige une version abrégée pour le Dauphin de France : 9 de ses 22 paragraphes traitent exclusivement des merveilles du Dauphiné. Les merveilles font l'objet du libraire A.M. Saugrain et de son Nouveau voyage en France, en 1720.
À l'occasion de la venue à Grenoble des ducs de Bourgogne et du Berry en 1701, et sous l'élan du père Claude-François Ménestrier, les jésuites du Collège royal-dauphinois de Grenoble présentent la province dans un ouvrage intitulé Les Sept Miracles du Dauphiné : les merveilles, transformées en miracles, deviennent des prétextes pour célébrer la gloire du roi de France en défenseur de la religion catholique.

### Tentatives de démystification
Cette instrumentalisation politique des sept merveilles éveille plusieurs critiques et tentatives de démystification : entre autres, l'ingénieur Dieulamant analyse pour l'Académie des sciences les mécanismes physiques de la Fontaine ardente et Antoine Lancelot dénonce de Boissieu et Chorier d'avoir voulu accroître le prestige de la province avec des « prétendues merveilles ». La déconstruction du mythe des merveilles dauphinoises se fait aussi du côté des Lumières avec Faujas de Saint-Fonds et Dominique Villars, qui n'y voient que des fables et fadaises.
En 1775 et 1776, Jean-Étienne Guettard visite le Dauphiné. Il écrit que le Dauphiné a une histoire naturelle très riche et déplore qu'elle ne soit « connue pendant des siècles entiers que par des prétendues merveilles, qui bien examinées, rentrent dans le nombre des effets ordinaires de la nature ».

### Tourisme
L'exploitation mystique des merveilles prend à nouveau de l'ampleur au XIXe siècle, avec la publication d'œuvres et d'ouvrages artistiques, parmi lesquels les Album du Dauphiné de Victor Cassien, des romans de Louise Drevet, ou encore des mentions par Stendhal du pont Lesdiguières et des Cuves de Sassenage dans ses Mémoires d'un touriste.
Cette résurgence prend place dans un essor général du romantisme, et dans la volonté de conservation d'une mémoire et d'un patriotisme provincial à la suite de la disparition du Dauphiné. Ainsi, dans le sillage de Stendhal, plusieurs guides touristiques (Guides Joanne, Guide bleu, Guide du voyageur à la grotte de La Balme, Le Tour du monde…) se mettent à lister les lieux et curiosités à visiter, entraînant un engouement nouveau pour certains sites (naissance de l'alpinisme sur le mont Aiguille…) et l'émergence de toutes nouvelles merveilles, telles que la Pierre Percée de Pierre-Châtel.

## Description des sept merveilles

### Le mont Aiguille

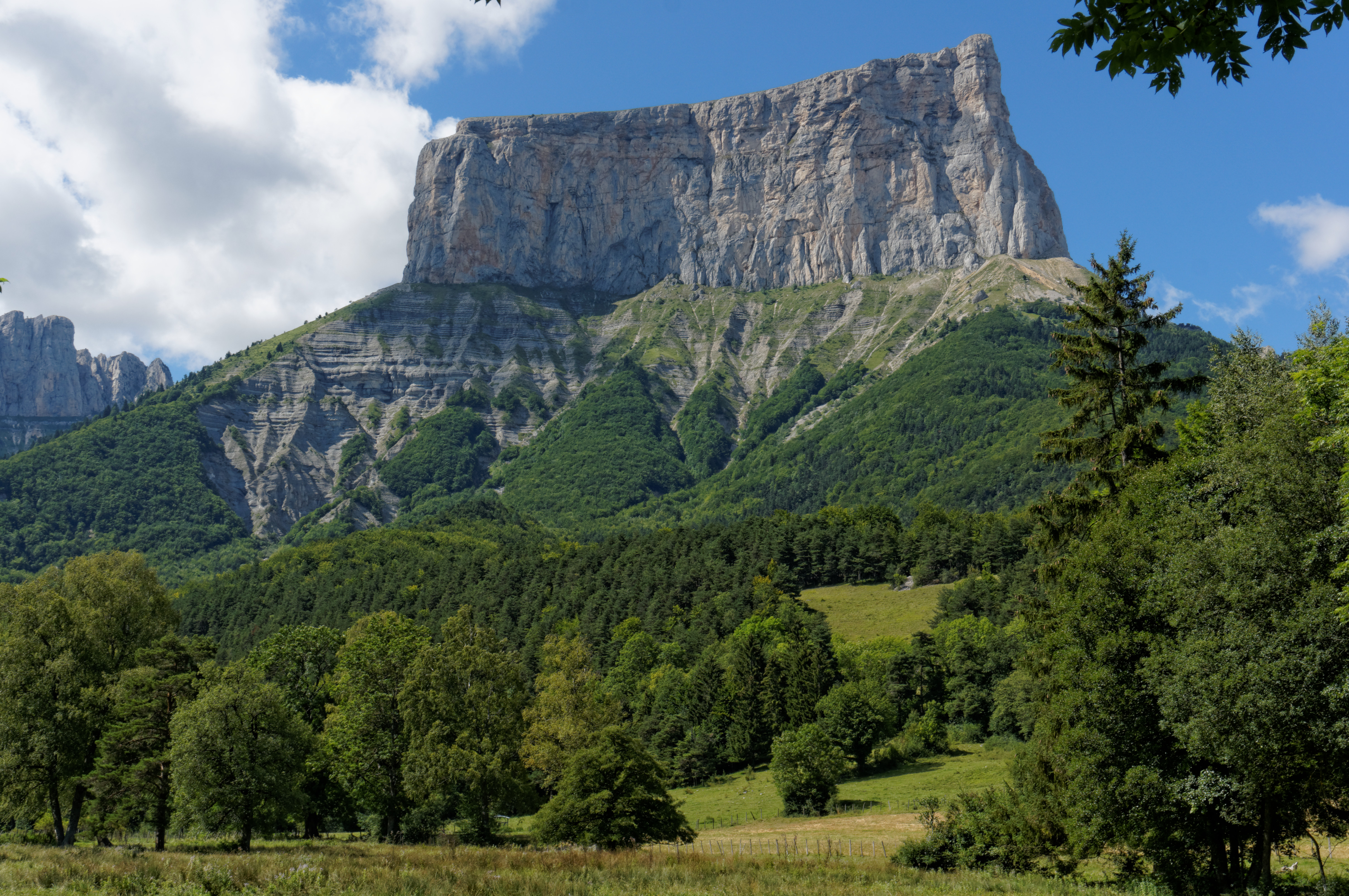
Le Mont Aiguille depuis Ruthière (Chichilianne).

Le mont Aiguille, autrefois appelé Mont Inaccessible, se situe sur la commune de Chichilianne. Il s'agit d'un monolithe détaché au sud-est du massif du Vercors, donnant sur le pays du Trièves.
Dans les anciennes légendes, il passe pour être une sorte d'Éden et lieu de séjour des anges : Gervais de Tilbury décrit dans Les Divertissements pour un empereur le plateau du sommet, encore jamais atteint, comme une zone verdoyante où jaillit une source transparente, s'inscrivant dans la vision commune à l'époque du paradis terrestre comme jardin clos au sommet d'une montagne escarpée,. Une autre légende veut qu'il ait abrité Vénus et des déesses chassées du mont Olympe qui, ayant été surprises nues par un chasseur du nom d'Ibicus, auraient provoqué le courroux de Jupiter. D'après la légende, il change le chasseur en bouquetin et sépare le mont du reste du plateau du Vercors,.
La première ascension du mont Aiguille est réalisée le 26 juin 1492 par Antoine de Ville, seigneur lorrain de Domjulien et Beaupré et capitaine du roi, accompagné, selon les sources, de sept hommes ou d'une vingtaine plus un notaire,,, sur ordre de Charles VIII, roi de France, qui passe devant en se rendant en pèlerinage à Notre-Dame d'Embrun. Des échelles et des pitons ont été utilisés pour réaliser cet exploit, qui est généralement considéré comme l'acte de naissance de l'alpinisme. Jusqu'ici dénommé « mont Inaccessible », le mont est dès lors baptisé « Aiguille-Fort ». Ce n'est qu'en 1834 que le mont est gravi pour la deuxième fois par un berger de Trésanne ; des sept hommes qui tentent de renouveler l'exploit, il est le seul à venir à bout de l'ascension. En 1877, Édouard Rochat est le premier touriste au sommet,,.

### La Fontaine ardente

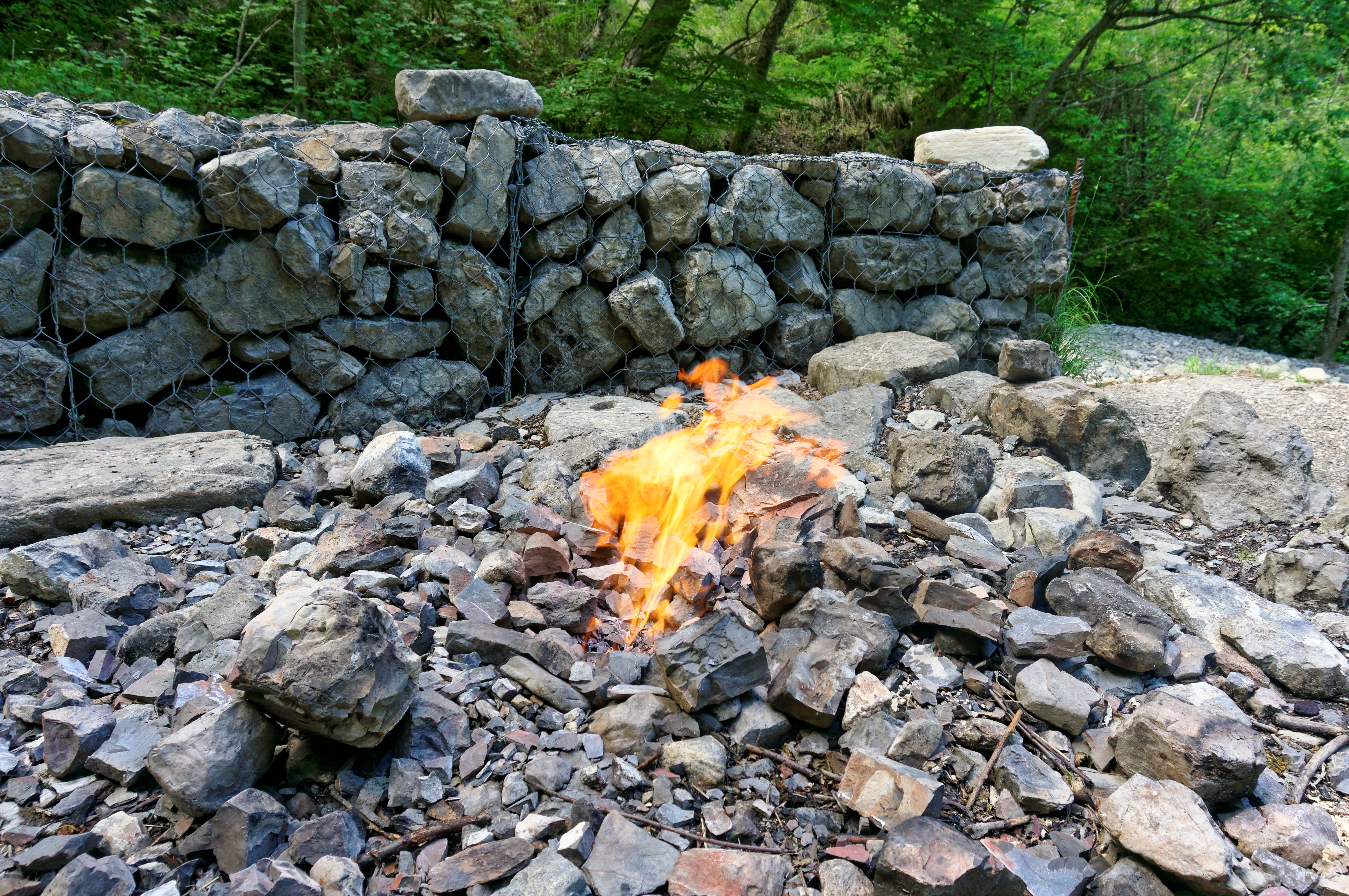
La fontaine ardente.

La Fontaine ardente, située au sein de la vallée de la Gresse, sur la commune du Gua et plus précisément au lieu-dit de « Bayanne », près du hameau de La Pierre. Source naturelle de gaz inflammable, elle offre le phénomène de cracher en permanence des langues de feu.
Plusieurs légendes sont rattachées à la Fontaine : elle serait la dernière trace d'une punition divine infligée par saint Michel aux habitants de Bayanne pour leur inhospitalité, mais aussi le souffle d'un dragon endormi sous les rochers, ou encore la matérialisation des larmes de la nymphe Chloris qui pleure son amour Vulcain pour l'avoir abandonné,,,,.

### La tour sans Venin

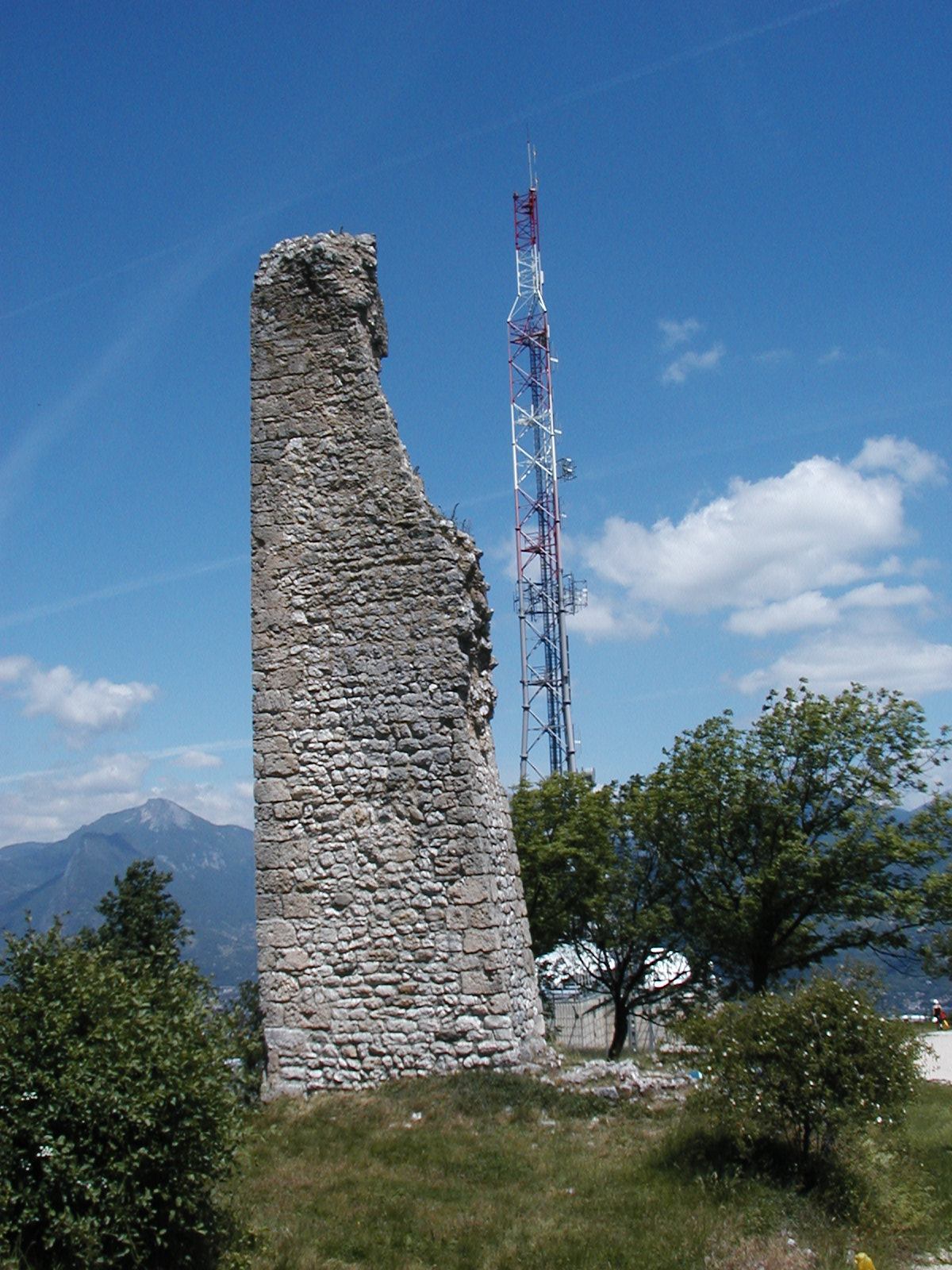
La Tour sans Venin.

La tour sans Venin, sur la commune de Seyssinet-Pariset, près de Grenoble, est la ruine de l'ancien château de Pariset appartenant aux Dauphins de Viennois. La tour et sa terre, selon les légendes, auraient des vertus protectrices, guérisseuses et répulsives contre les morsures venimeuses des serpents et autres reptiles. Le château aurait, entre autres, été un sanctuaire élevé en l'honneur Isis où il n'y a ni reptiles, ni araignées. Certains prétendaient que la terre qui l'entoure aurait été amenée de Paris par Roland, le neveu de Charlemagne, ou encore qu'elle aurait été ramassée autour du Saint-Sépulcre par le seigneur de Pariset lorsqu'il était en croisade.

### Les Cuves de Sassenage

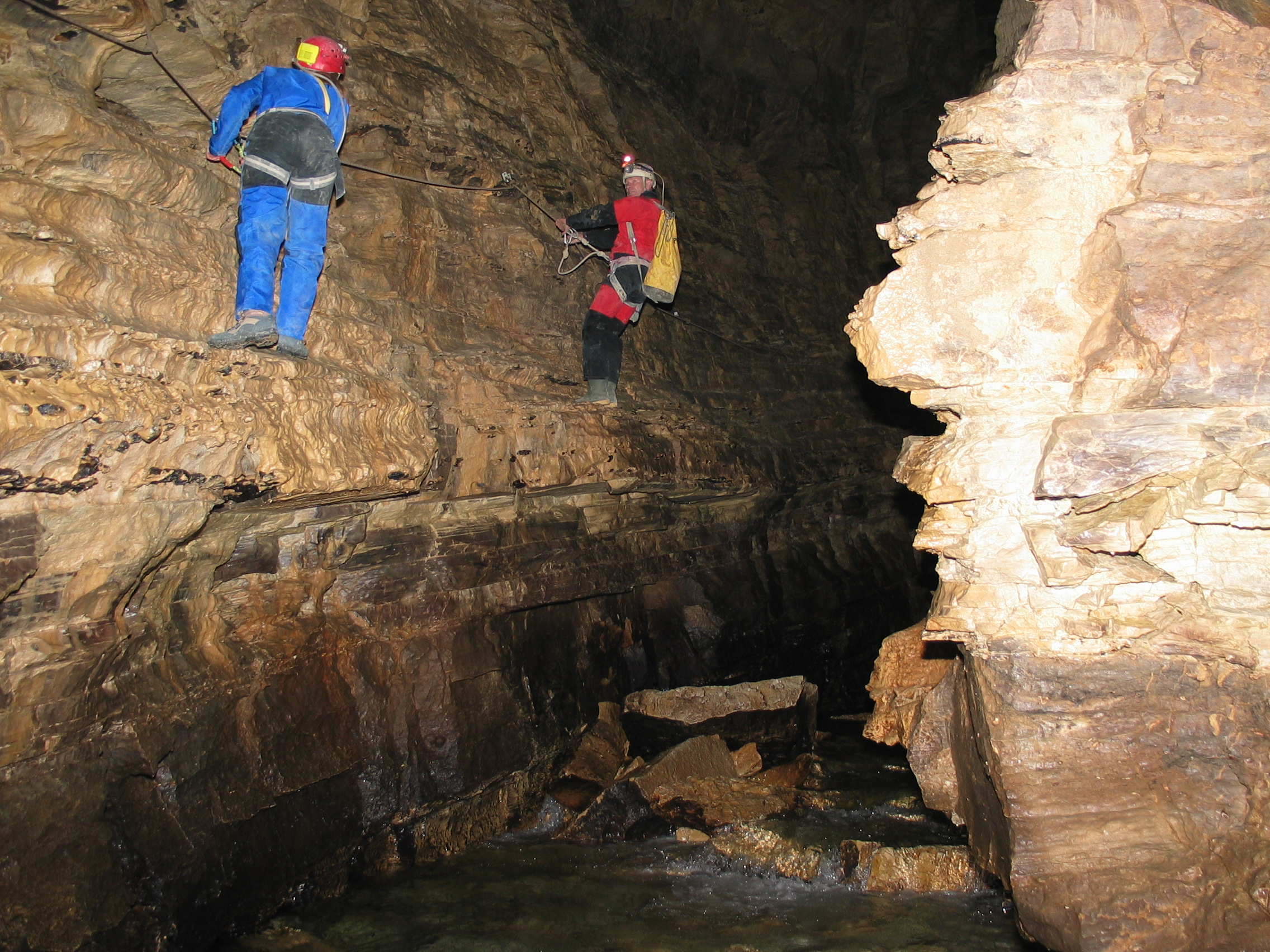
Les cuves de Sassenage.

Aussi appelées Grottes de Sassenage, la légende de la fée Mélusine est rattachée entre autres à cette formation souterraine : elle y vivrait, cachée et larmoyante, depuis que son époux et seigneur de Bérenger-Sassenage l'a découvert dans son bain sous son apparence de thérianthrope hybride, mi-femme, mi-poisson,. Selon d'autres traditions locales, les Cuves auraient des pouvoirs prophétiques, indiquant l'abondance ou la sécheresse aux paysans selon que ses bassins sont pleins d'eau ou non le jour de l'Épiphanie.
Il est aussi considéré que les Cuves auraient inspiré le poète italien Dante Alighieri pour sa rédaction de L'Enfer, première des trois parties de sa Divine Comédie.

### Les Grottes de la Balme

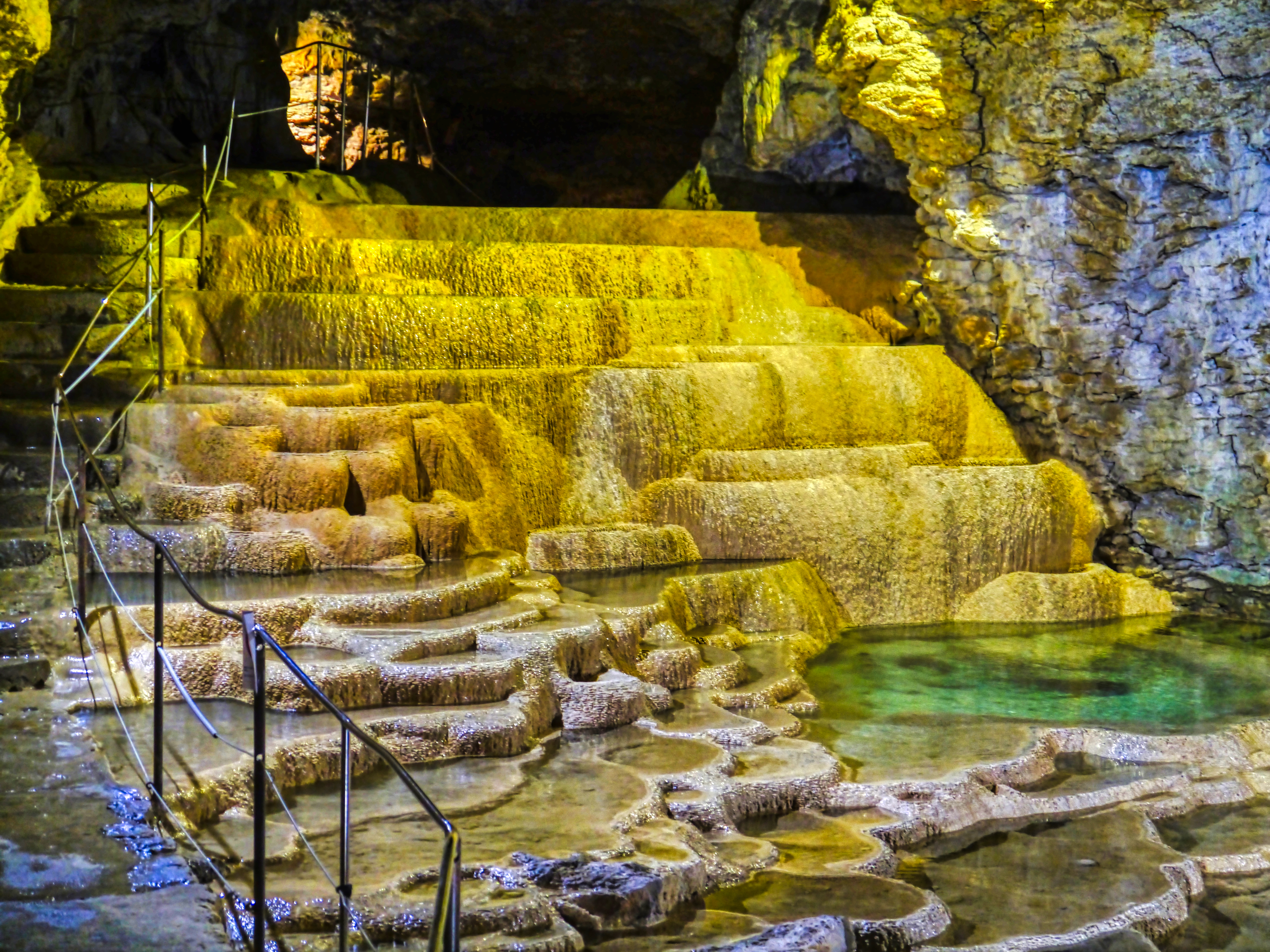
Les grottes de la Balme.

Grottes situées sur la commune de La Balme-les-Grottes près du Rhône, dans lesquelles le roi François Ier aurait dîné, et dont Mandrin se serait servi comme repaire pour échapper à la Maréchaussée. Ces grottes abritent des stalactites et stalagmites particulières, ainsi qu'une chapelle datant du XIIIe siècle située à son entrée.

### Le Pont Lesdiguières

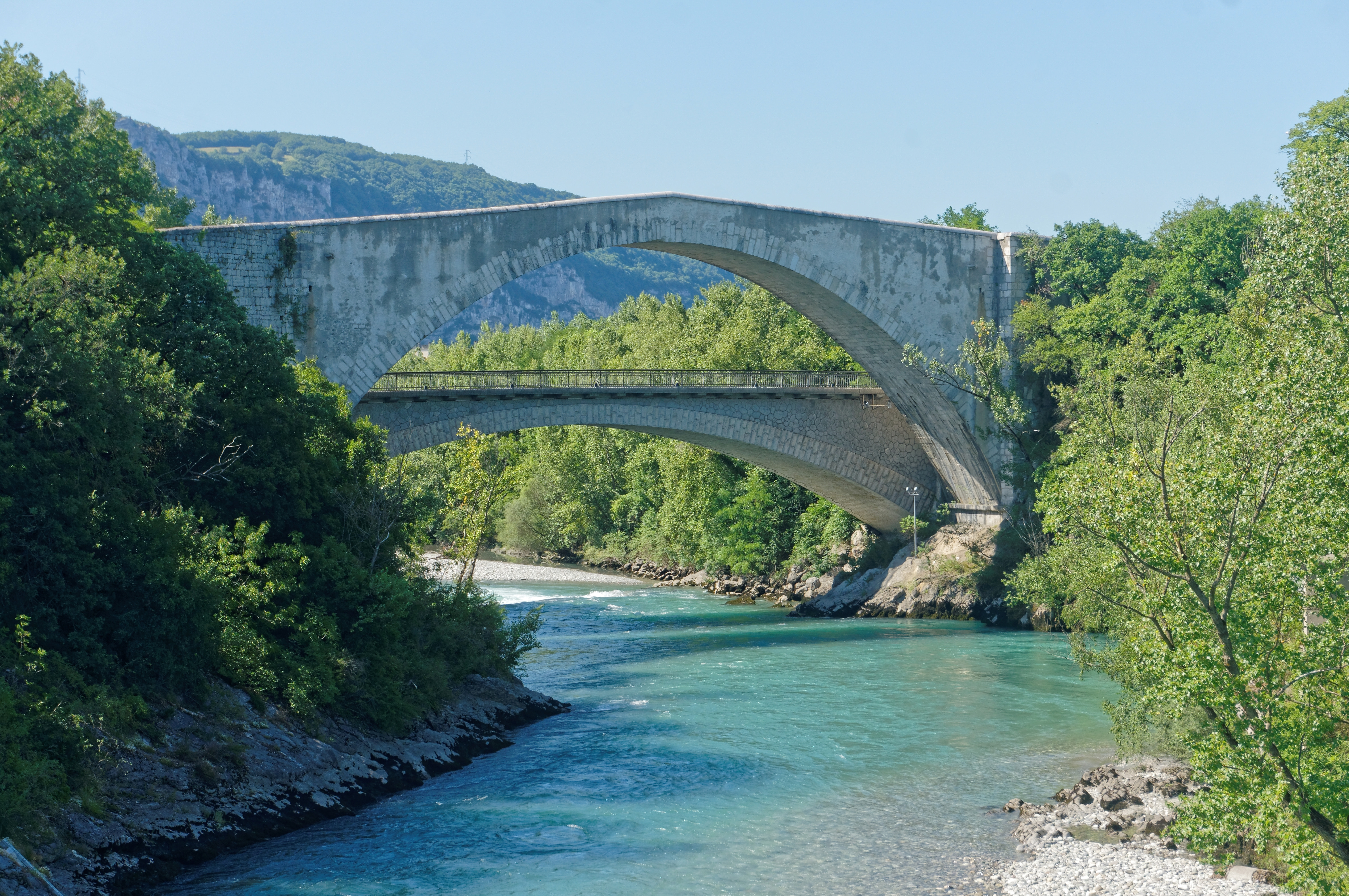
Le pont Lesdiguières.

Le Pont Lesdiguières, franchissant le Drac, était entièrement situé sur la commune de Claix, et donna son nom à la commune du Pont-de-Claix lors de sa fondation en 1873. C'est une construction très hardie mise en service en 1611 grâce au duc de Lesdiguières, et composé d'une unique arche de 46 mètres d'ouverture, à 16 mètres au-dessus du Drac. Le pont possédait d'une part et d'autre deux inscriptions : une première, « Romanas moles pudore suffundo » (Je fais rougir de confusion les constructions romaines), et une seconde, « Unus distantia jungo » (Unique par ma longueur, je réunis).
Selon la légende, le pont abrite la caverne de Mandrin et celui-ci se serait jeté du haut du pont avec son cheval pour échapper à ses poursuivants.
En 1874, un second pont a été construit à quelques mètres du pont Lesdiguières afin de recevoir la circulation plus intense de la fin du XIXe siècle, et notamment une ligne de tramway de la SGTE (ligne Grenoble - Claix - Varces - Vif - Le Gua) à partir de 1897.

### La Pierre Percée

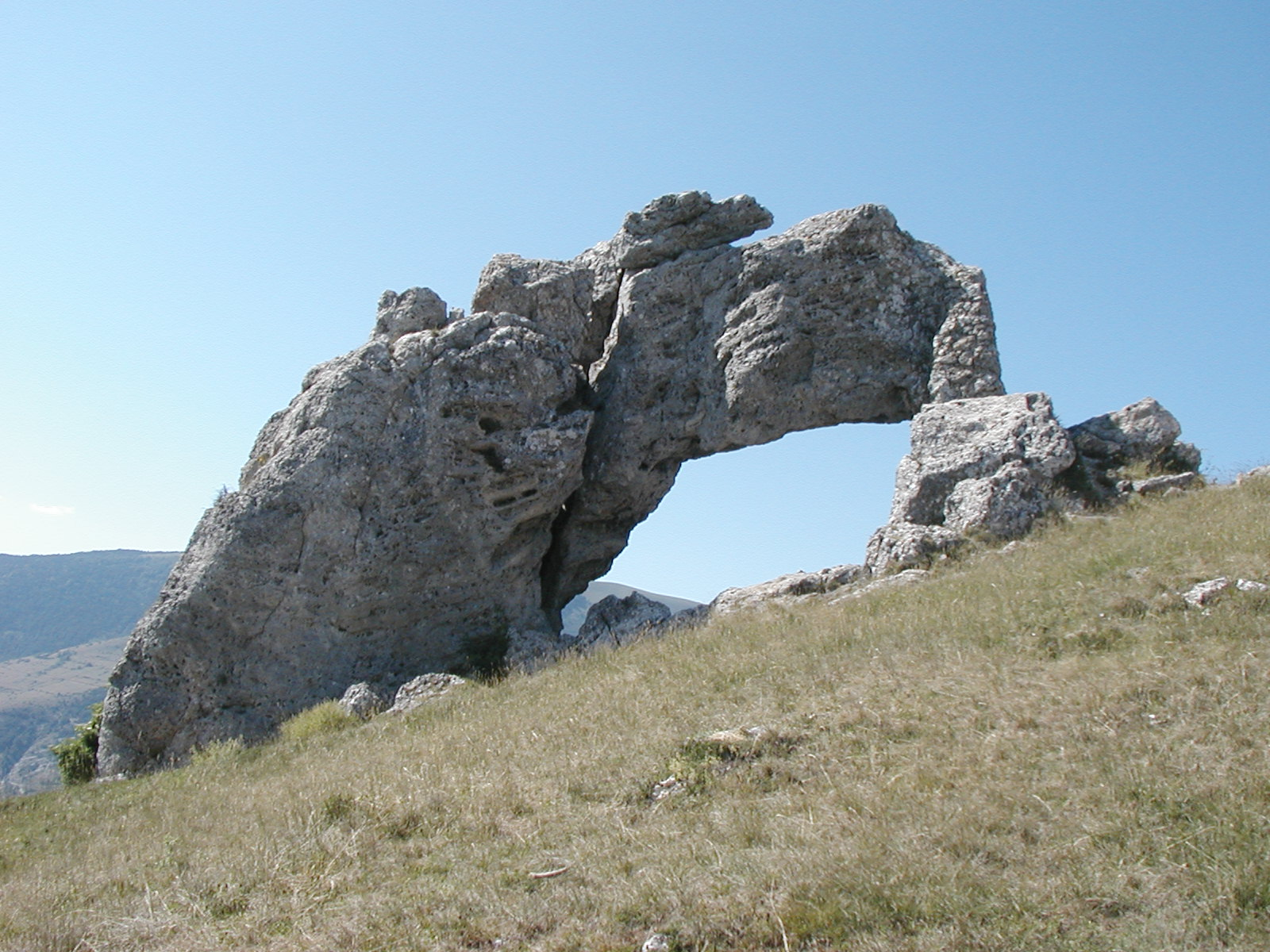
La Pierre Percée.

La Pierre Percée, autrefois appelée Roche Percée, est située sur la commune de Pierre-Châtel. Arche de 3 mètres de hauteur pour 5 mètres de largeur, elle est à l'origine de nombreuses légendes à propos de dragons et de diables. Sa silhouette modelée par l'érosion est une paréidolie : elle évoque un énorme monstre accroupi à quatre pattes.
La légende la plus répandue voudrait que la Pierre Percée soit le corps d'un démon nommé Folaton figé dans la pierre après que le duc de Lesdiguières a fait un pacte avec son maître, le Diable, dans le but de faire édifier une enceinte tout autour de son domaine à Vizille ; vainquant le Diable en étant plus rapide que lui, Lesdiguières mit celui-ci dans une colère telle qu'il pétrifia son serviteur Folaton au sommet d'une colline de la Matheysine pour le punir d'avoir échoué à être plus rapide que le duc,.
Une autre légende voudrait que la Pierre Percée aurait été sculptée par un peuple de nains, et qu'elle était en vérité une bague inachevée destinée à un géant.

## Analyses

### Grottes
Les grottes de la Balme sont connues pour leur réputation d'avoir servi de repaire à Mandrin, tandis que les cuves de Sassenage sont rattachées au légendes sur la fée Mélusine. La question de leur préservation se pose très tôt, au point que ces grottes sont parfois qualifiées de patrimoine naturel avant l'heure, bénéficiant d'une protection précoce.

## Représentations artistiques

### Arts visuels
Les sept merveilles du Dauphiné ont fait l'objet de nombreuses représentations picturales et artistiques au fil des siècles. Toutes les sept ont tout d'abord été dépeintes à travers les quatre ouvrages de Victor Cassien et d'Alexandre Debelle, Album du Dauphiné, ou recueil de dessins, de sites, villes, bourgs, églises, châteaux et portraits, paru entre 1835 et 1839.

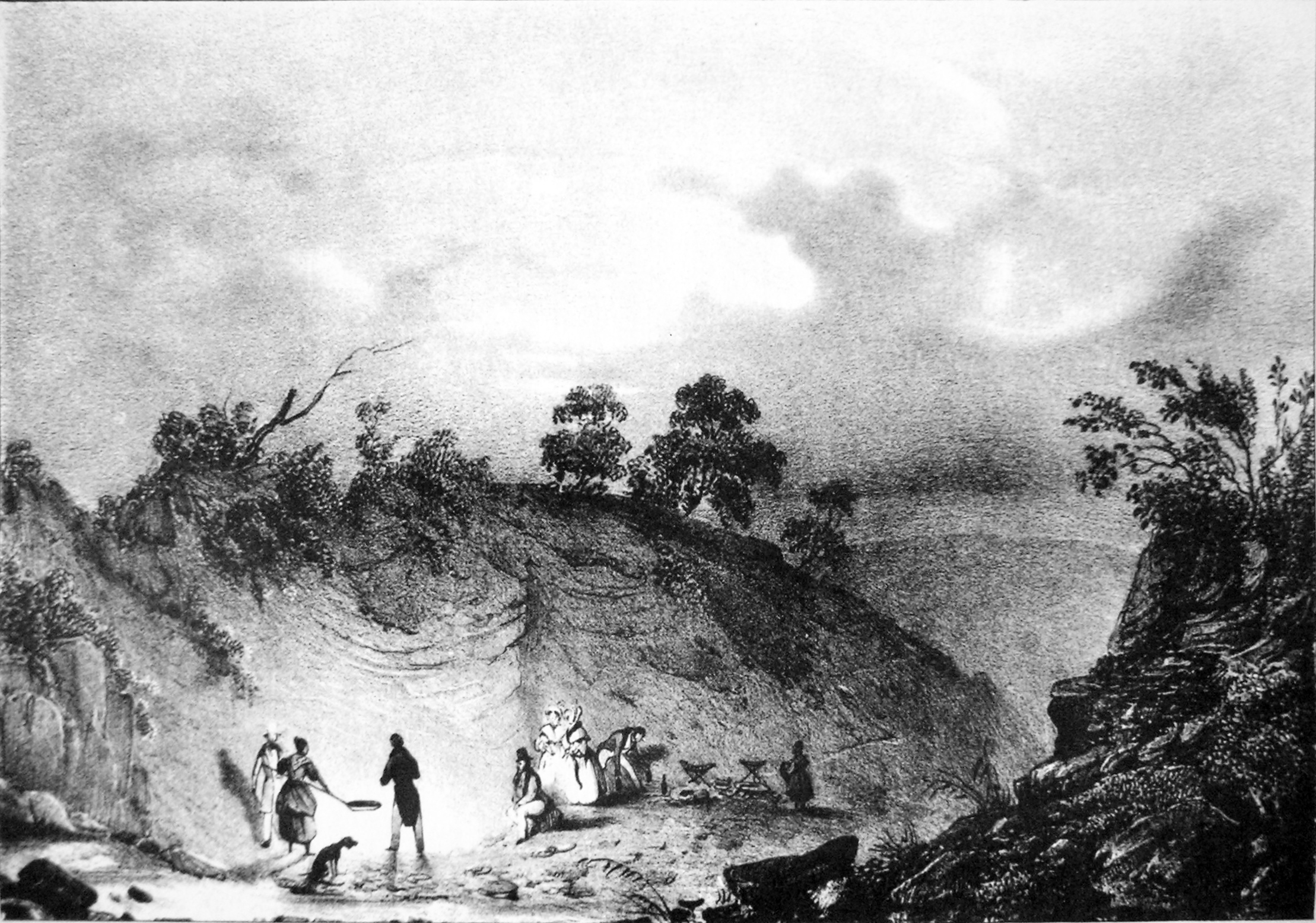
La Fontaine ardente dans l'Album du Dauphiné (tome II).
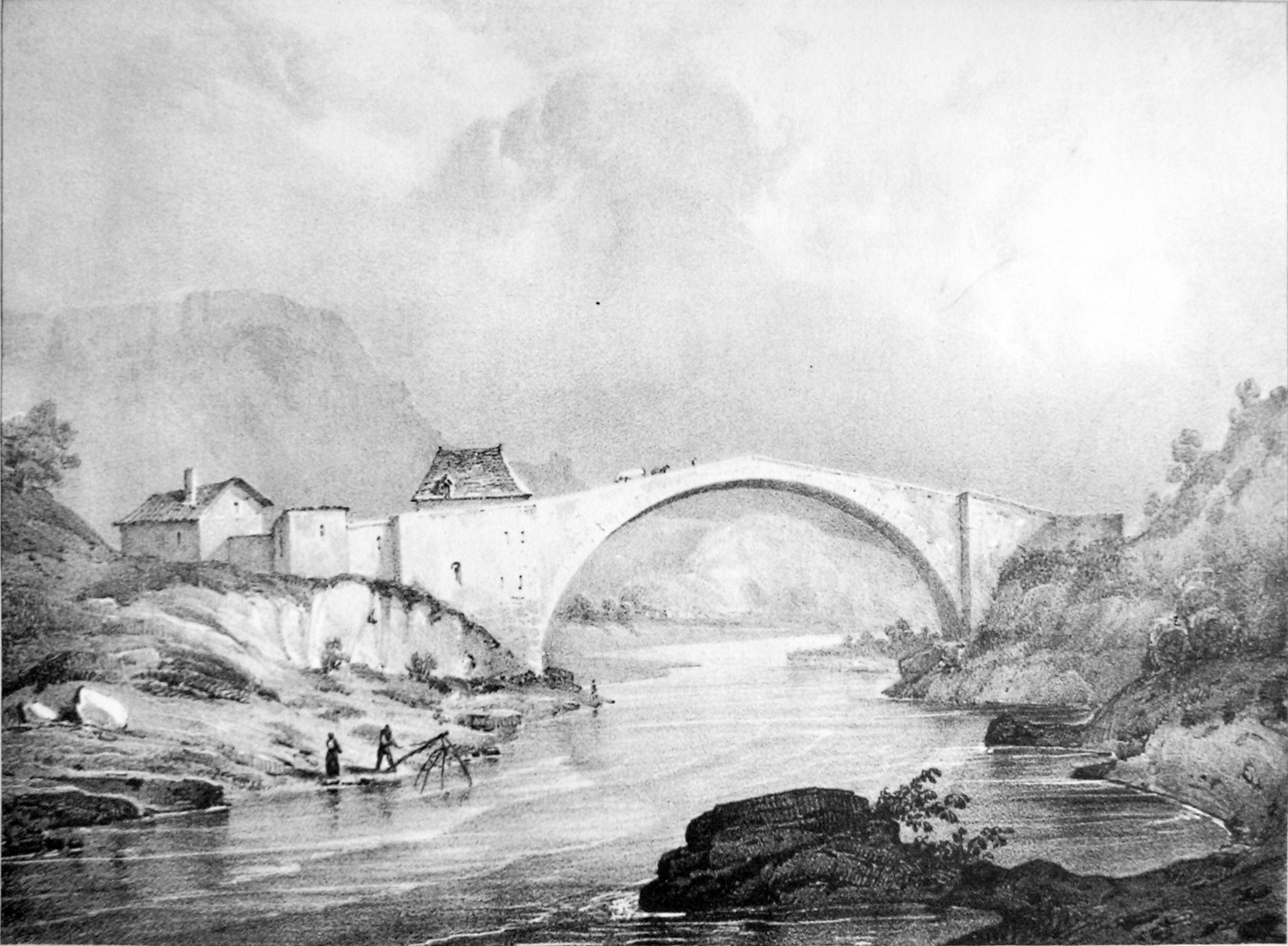
Le pont Lesdiguières par Cassien dans l'Album du Dauphiné (tome II).
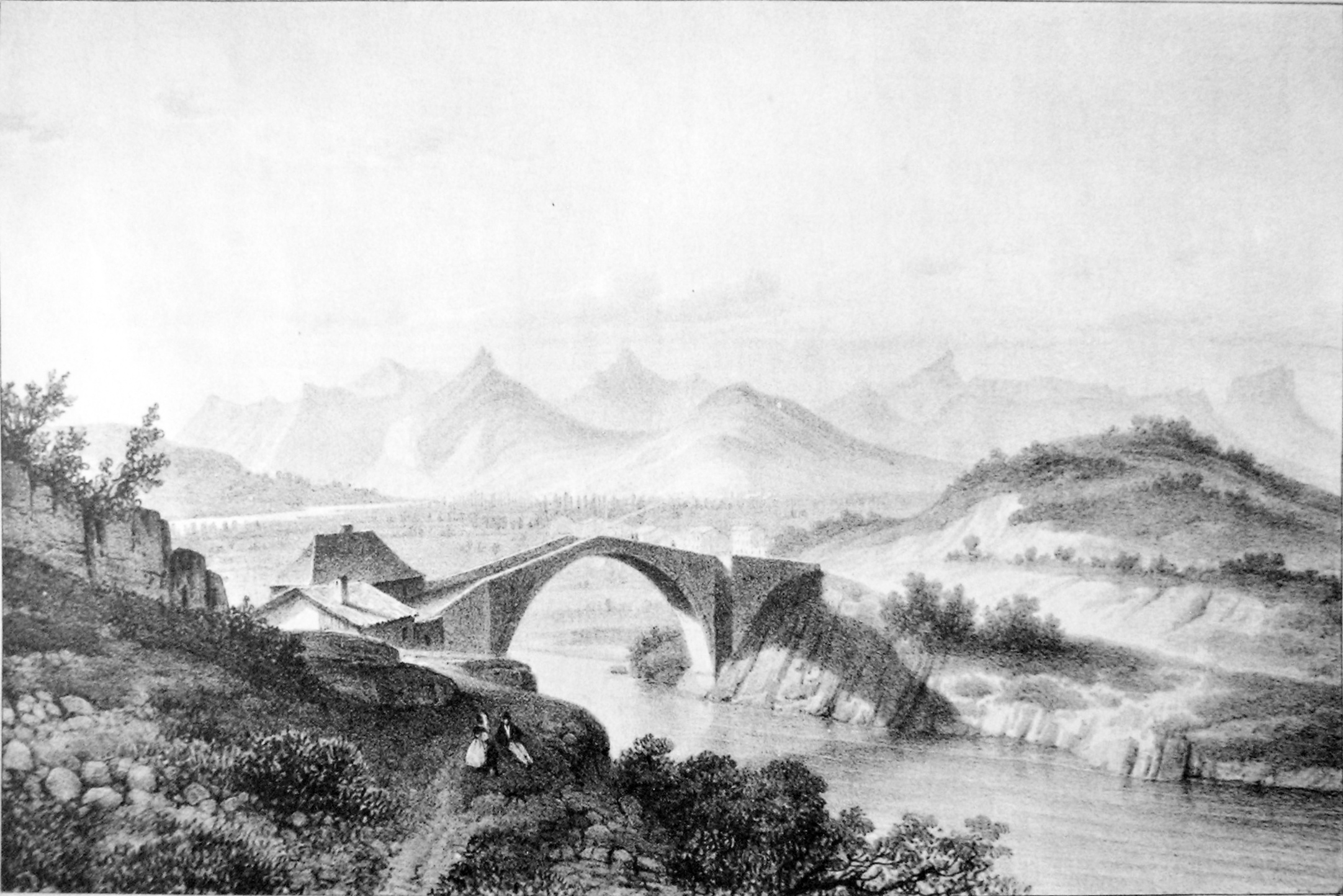
Le pont Lesdiguières par Debelle dans l'Album du Dauphiné (tome II).
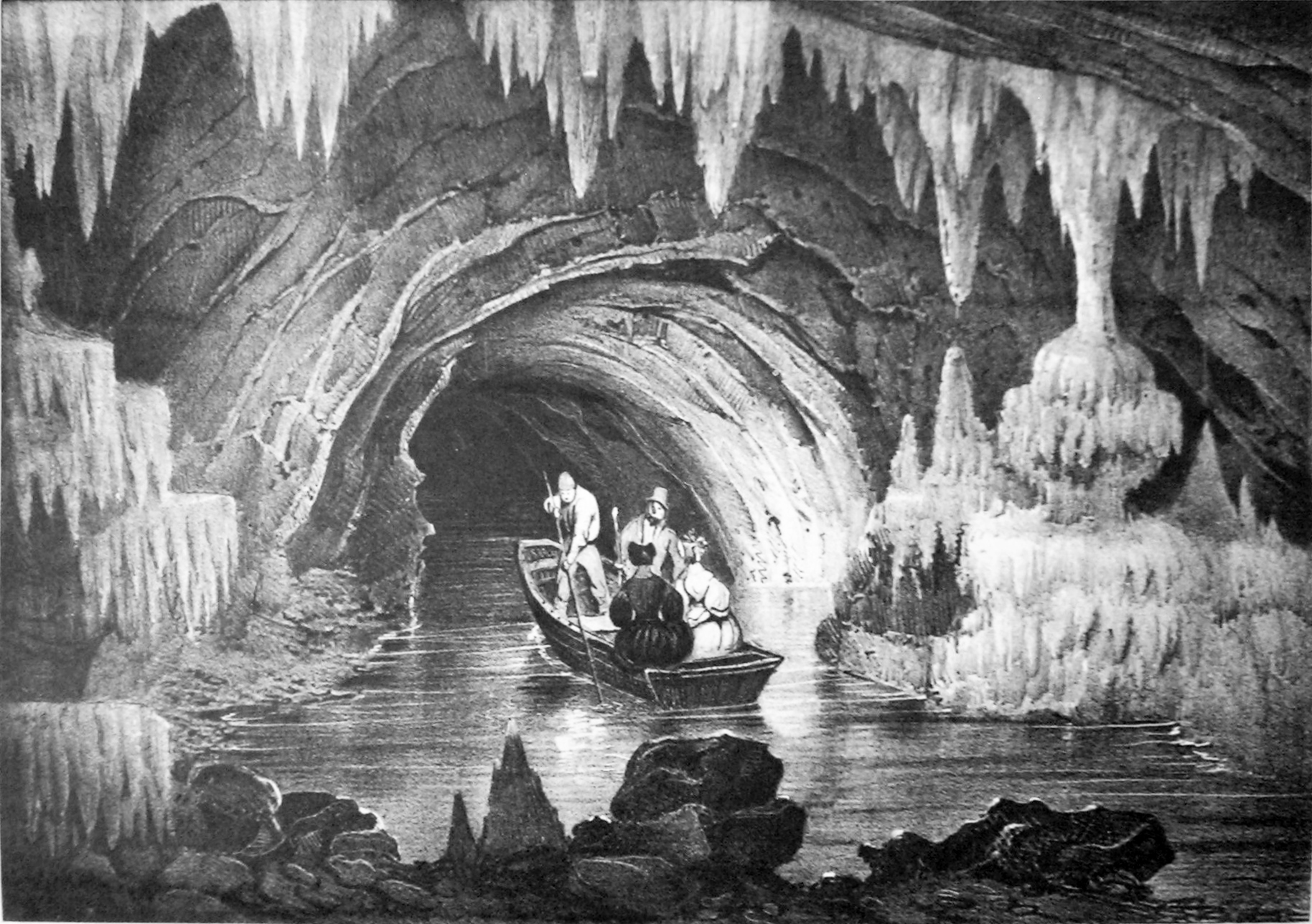
Les grottes de la Balme dans l'Album du Dauphiné (tome II).
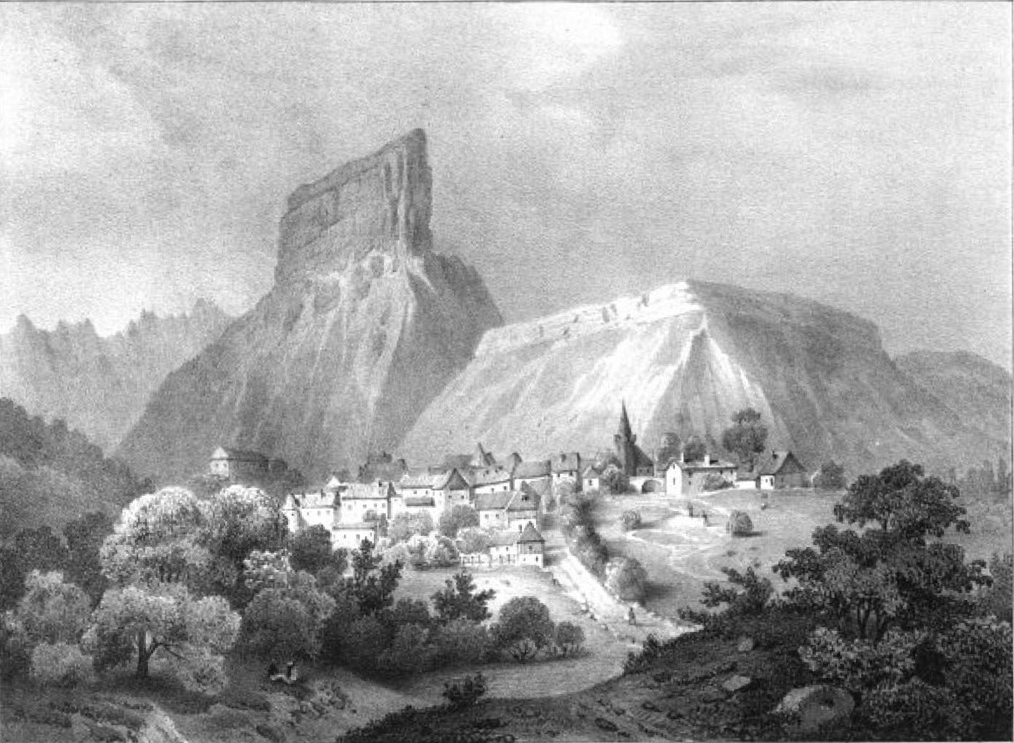
Le Mont Aiguille dans l'Album du Dauphiné (tome IV).
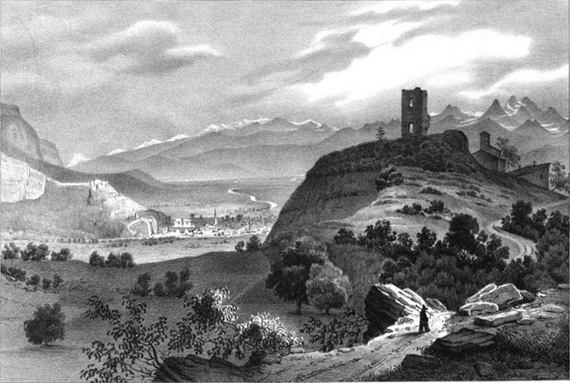
La tour sans Venin dans l'Album du Dauphiné (tome I).
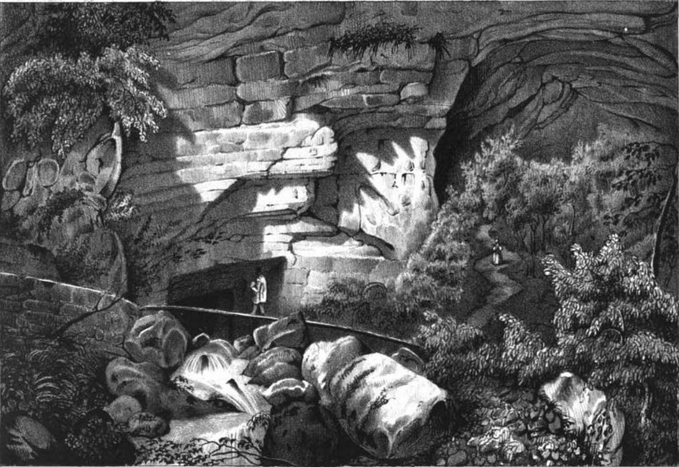
Les grottes de Sassenage dans l'Album du Dauphiné (tome I).

Plusieurs artistes en ont fait d'autres peintures, dessins et gravures, et ce depuis le XVIe siècle, avec notamment les gravures de Symphorien Champier et Jean-Joseph Bonaventure Laurens, puis les tableaux de Wilhelm Steinfeld, Jean Achard, Louis Vagnat, Charles Bertier, Jules Guédy (membres de l'École dauphinoise) ou encore Johan Jongkind. Charles-François Daubigny en a aussi fait une gravure pour la revue Le Tour du monde.

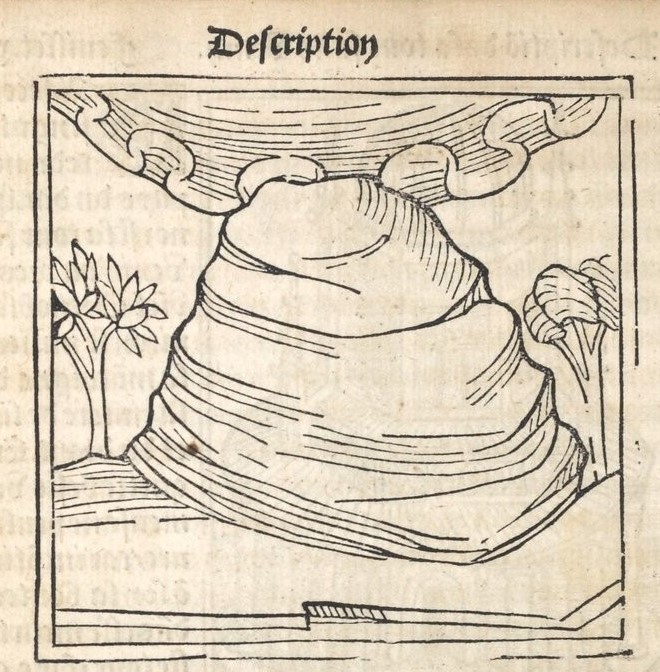
Gravure du Mont Aiguille par Symphorien Champier, 1525.
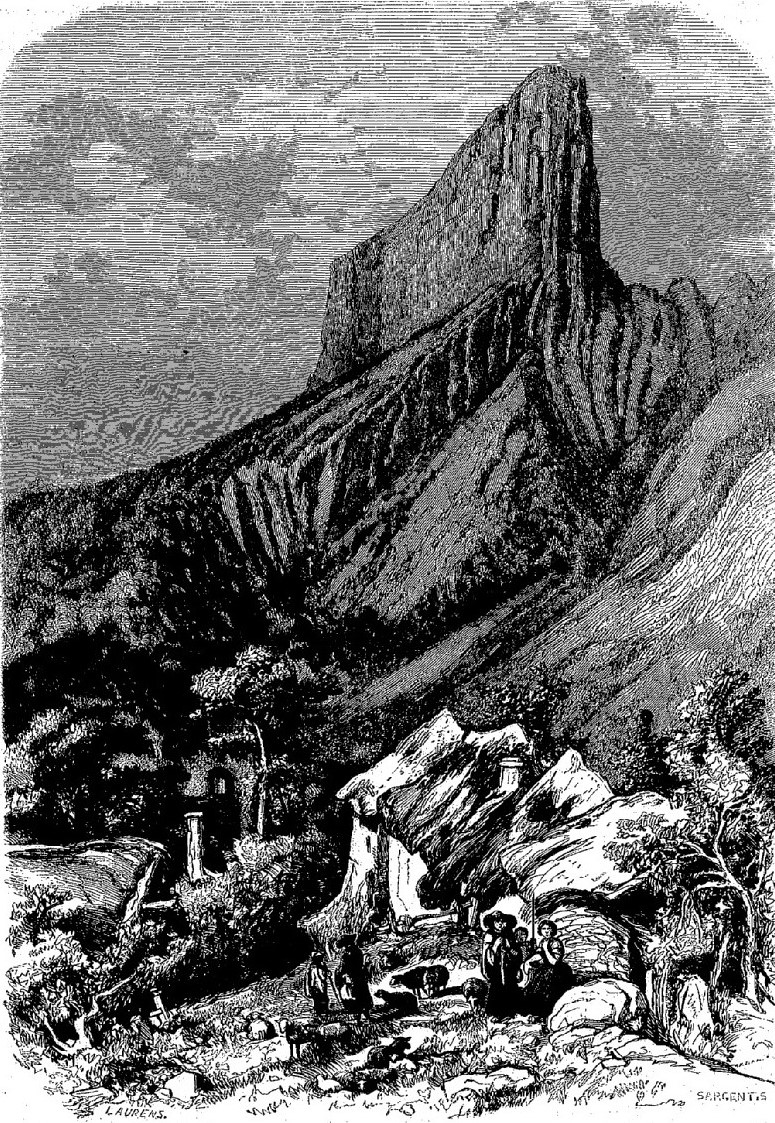
Gravure du Mont Aiguille par J. B. Laurens, 1860.
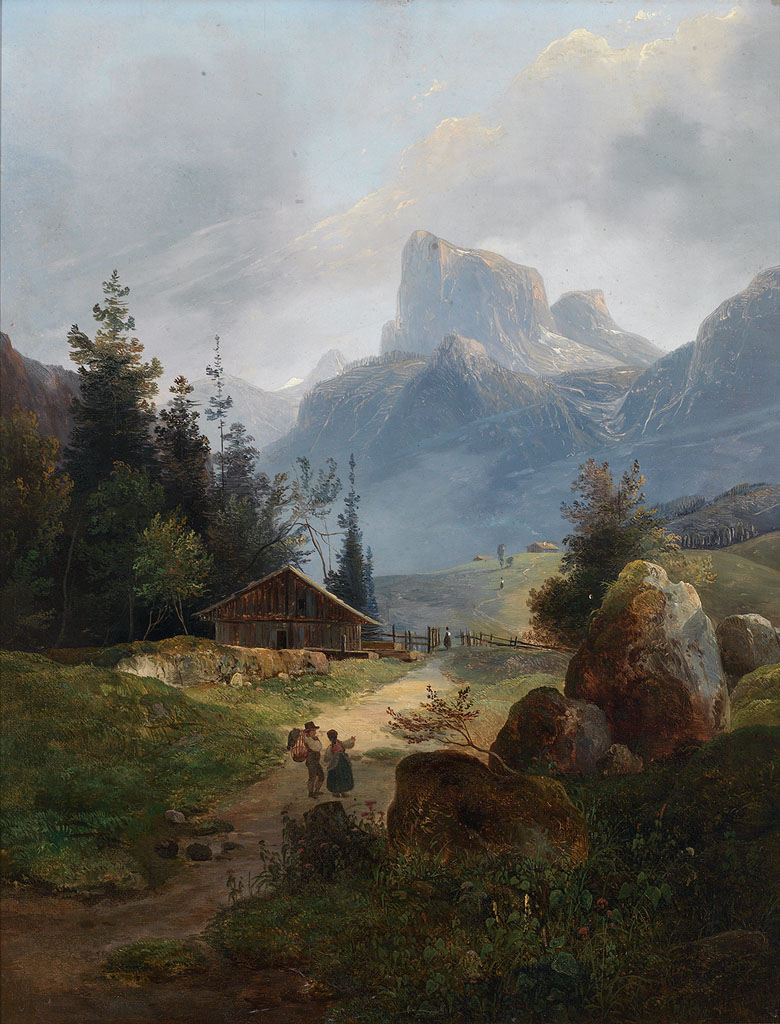
Huile sur toile du Mont Aiguille par Wilhelm Steinfeld, 1839.
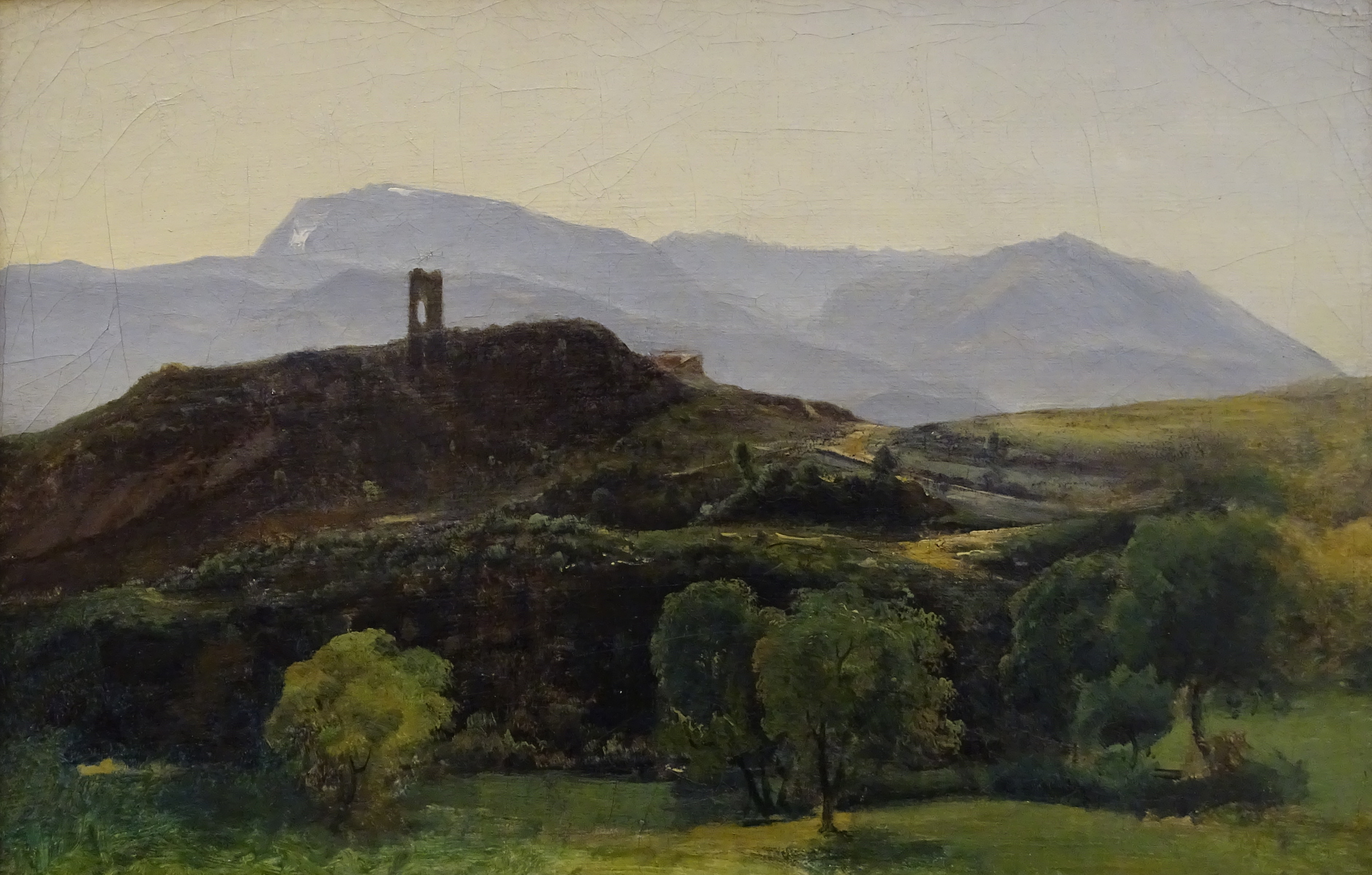
Peinture de la Tour sans Venin par Jean Achard, 1843.
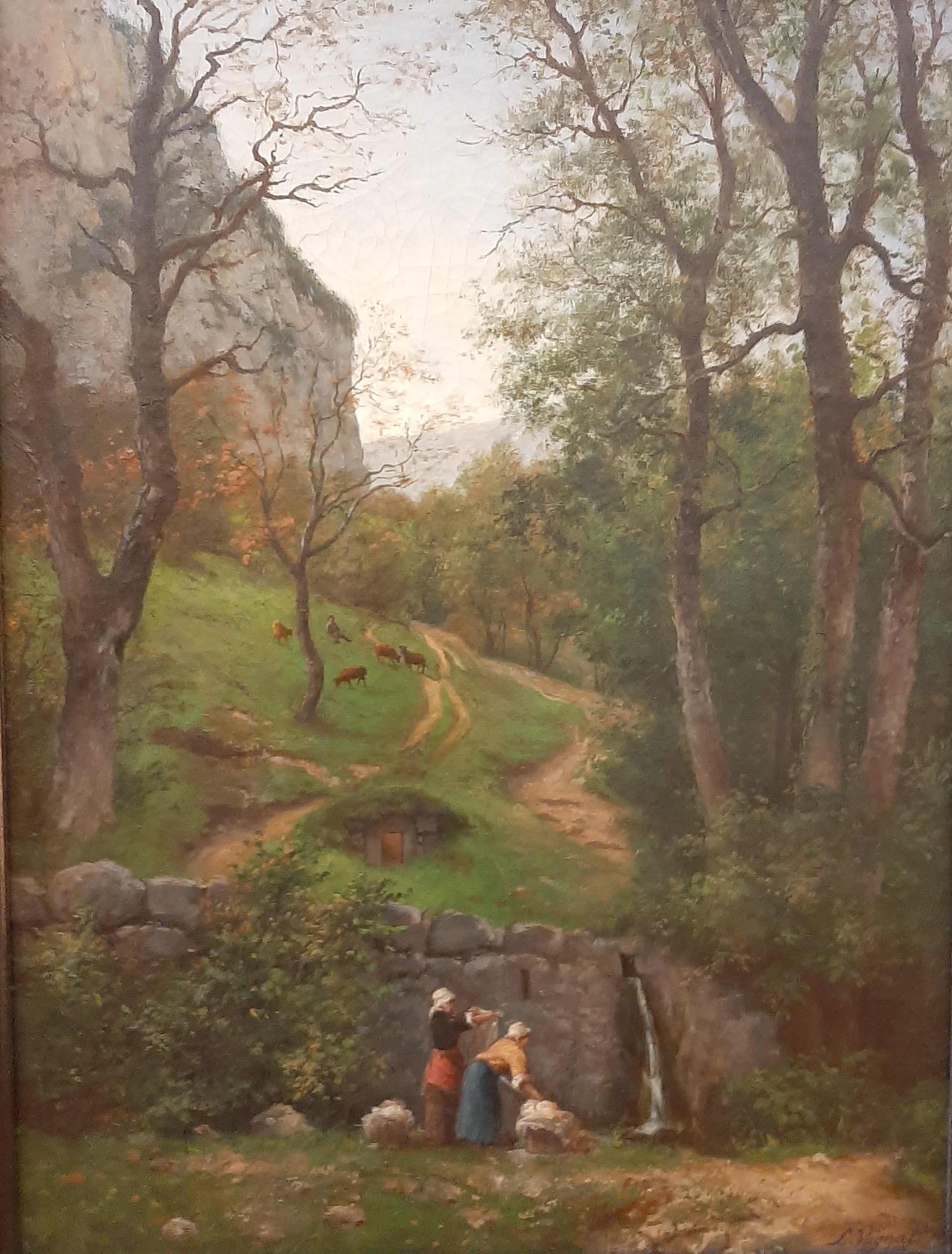
Huile sur toile du chemin des Cuves de Sassenage par Louis Vagnat, entre 1860 et 1886.
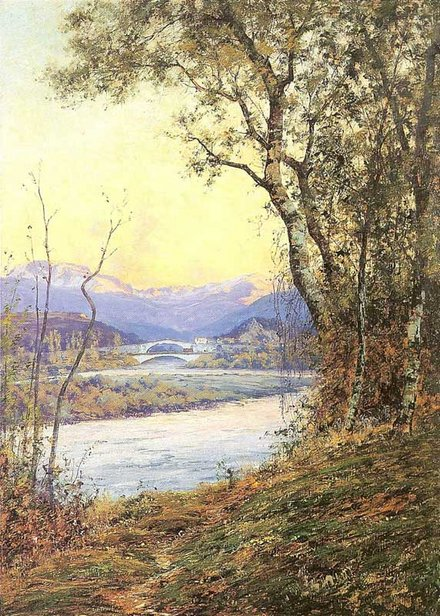
Les Ponts de Claix, par Charles Bertier, 1900.
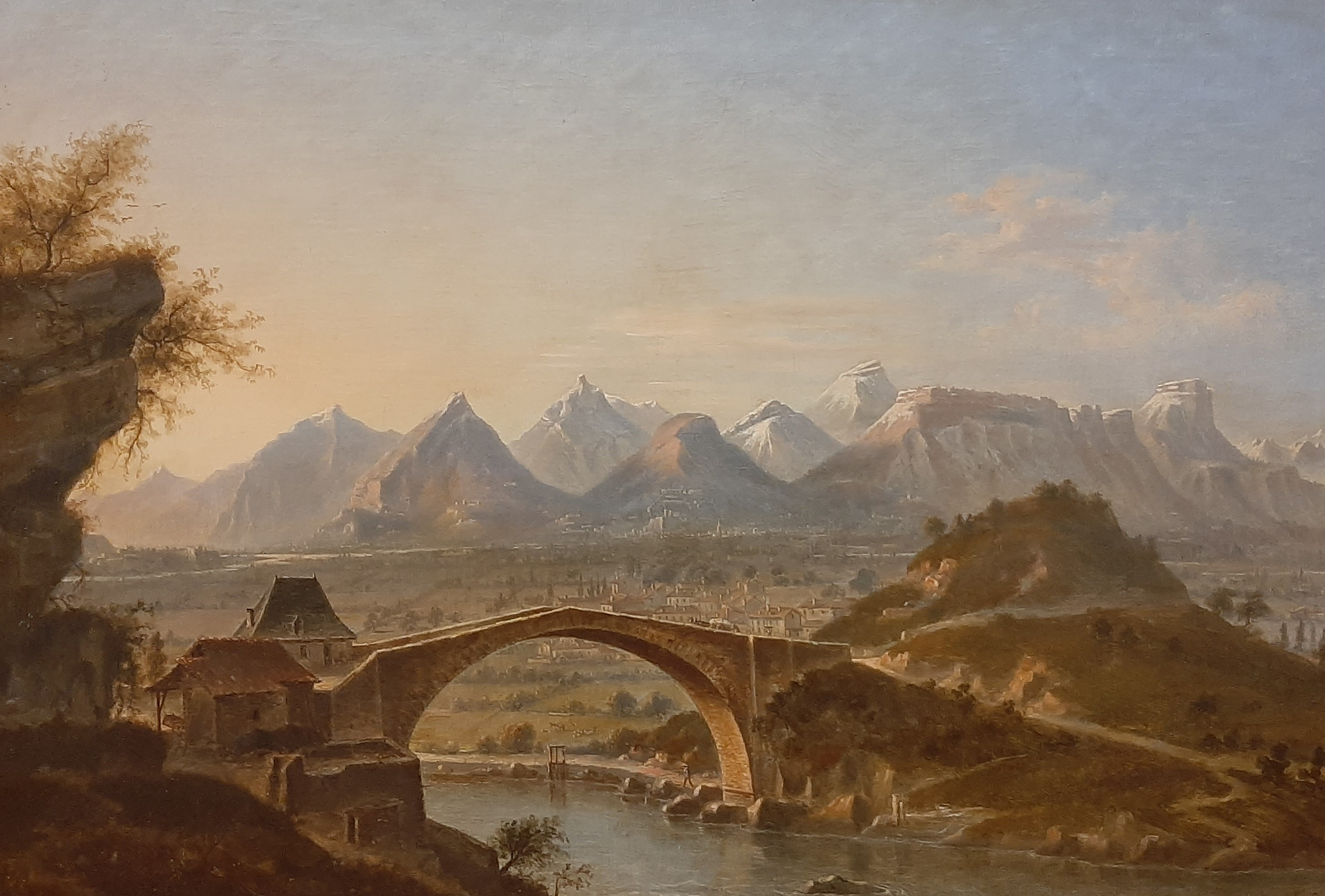
La vallée du Grésivaudan vue du Pont-de-Claix, par Jules Guédy, 1874.
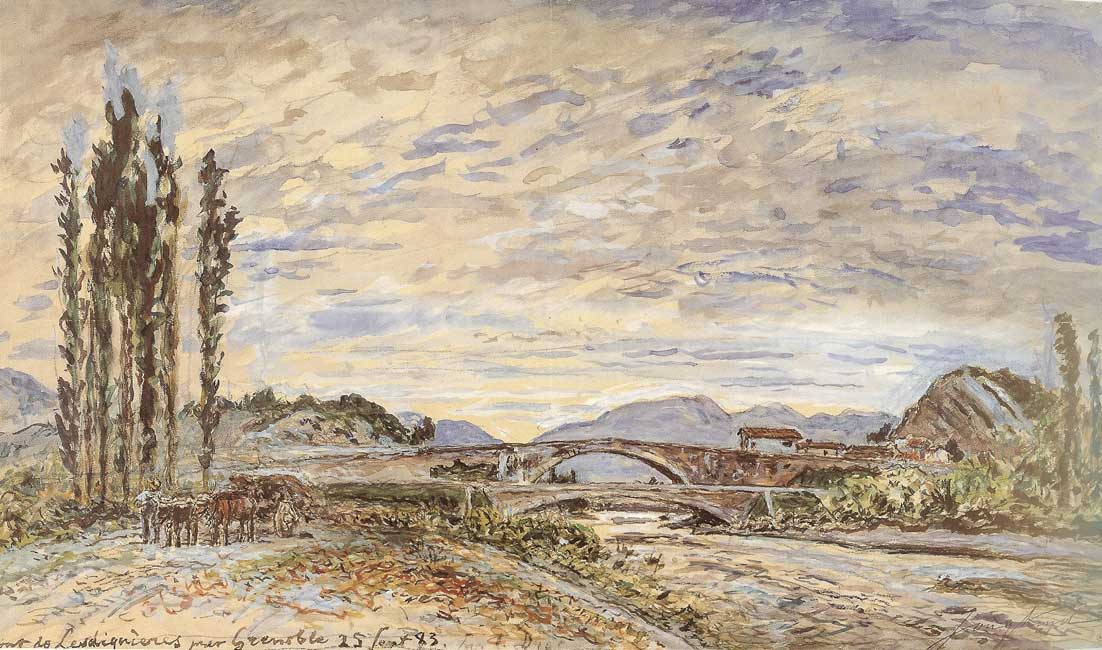
Les ponts de Claix, par Johan Jongkind, 1883.
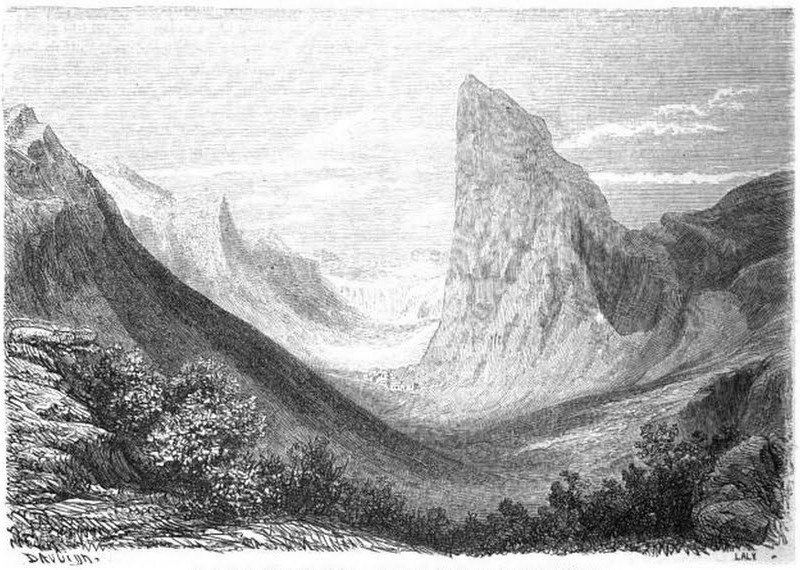
Le Mont-Aiguille (vu de Clelles) par Daubigny pour Le Tour du monde (volume 2), 1860.
- Gravure des grottes de Sassenage pour Voyage pittoresque de la France : avec la description de toutes ses provinces. Artiste inconnu.

### Littérature
Les merveilles sont aussi mentionnées dans plusieurs ouvrages littéraires, notamment Mémoires d'un touriste de Stendhal ou encore Le Quart Livre de François Rabelais, qui y relate l'ascension du mont Aiguille par Antoine de Ville.

## Autres curiosités du Dauphiné
Dans la liste publiée par Nicolas Chorier dans son ouvrage Histoire générale du Dauphiné, deux autres curiosités étaient citées, mais ne sont pas à compter aujourd'hui parmi les sept merveilles du Dauphiné. Elles sont les suivantes : 

### La Manne de Briançon

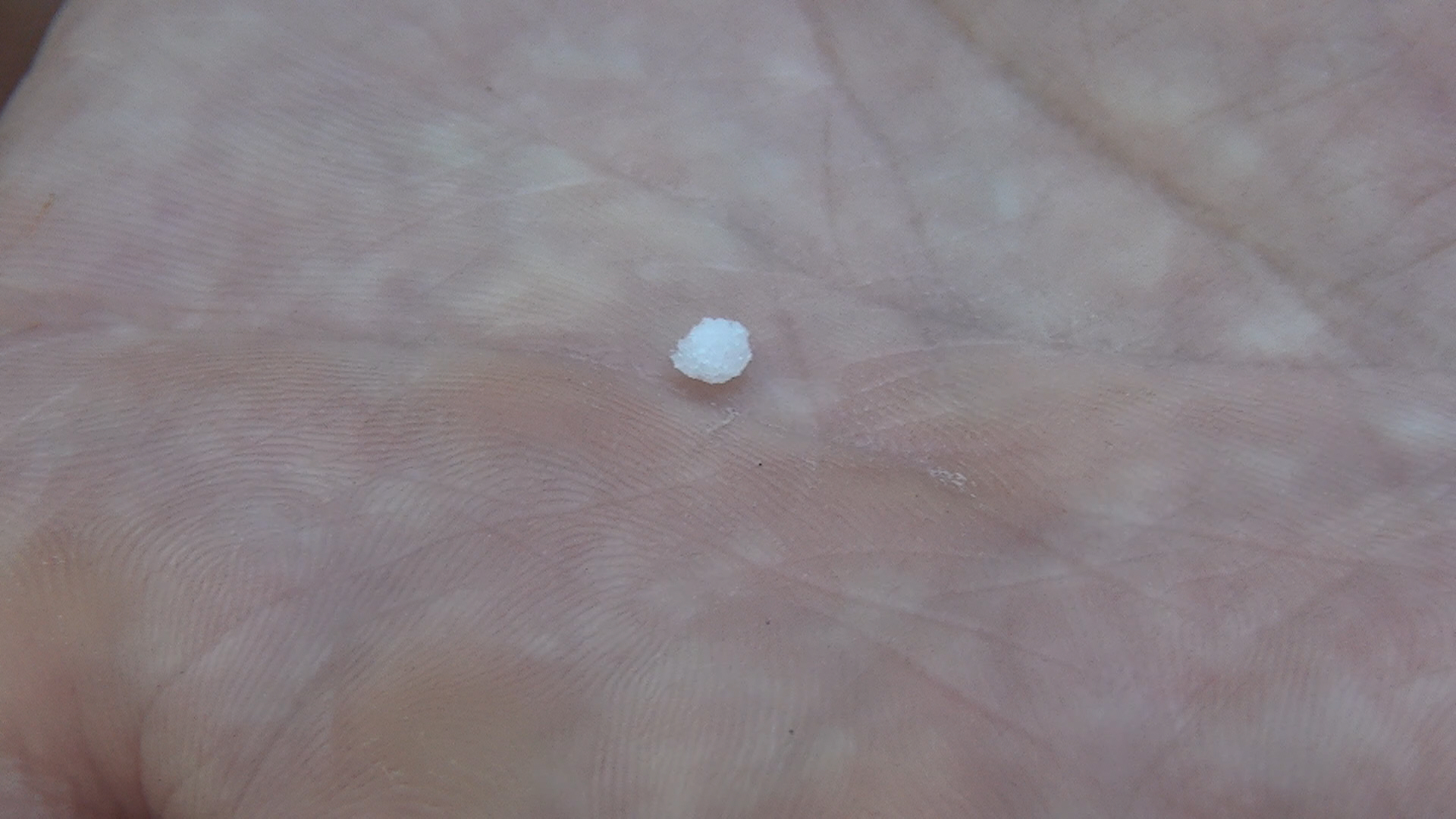
La manne de Briançon.

La manne de Briançon est le résultat d'un suintement de l'épine du mélèze d'Europe (Larix decidua) dû à des forts écarts thermiques ; on la trouve dans le département Français des Hautes-Alpes, dans les environs de Briançon.

### Les Pierres Ophtalmiques deSassenage
Surnommées également « larmes de Mélusine » ou « pierres d'hirondelle ». On leur attribuait le pouvoir de soigner les yeux irrités par des poussières. Il s’agirait d'orbitolines, fossiles lenticulaires dont la forme, la taille et la couleur correspondent aux descriptions faites par les anciens, au poli très fin, et très doux au toucher. On les trouverait dans la montagne aux environs de Sassenage, en particulier dans le lit du Furon et au pied d'une falaise éloignée du village de Sassenage.

### Les sept merveilles de l'Isère
Au cours de l'été 2020, Le Dauphiné Libéré a proposé à son lectorat de voter pour élire les sept merveilles du département de l'Isère. Les résultats sont révélés à partir du 15 juillet, et présentent les sept lieux suivants (dont deux faisaient déjà partie des sept merveilles du Dauphiné) :
1. Les grottes de la Balme[34] ;
2. La cité médiévale de Crémieu[35] ;
3. Le patrimoine antique de Vienne[36] ;
4. Le Mont Aiguille[37] ;
5. Les passerelles himalayennes du Drac et de l'Ébron[38] ;
6. Le monastère de la Grande Chartreuse[39] ;
7. Les maisons suspendues du Pont-en-Royans[40].

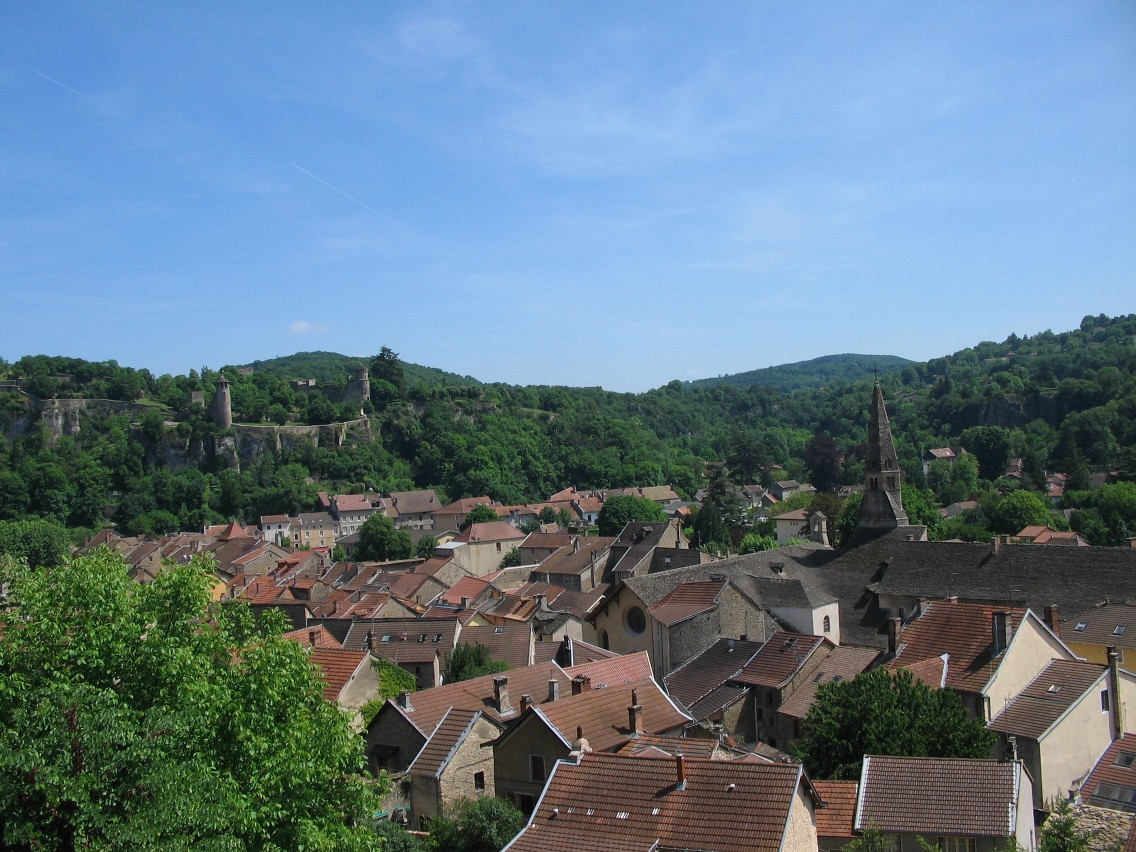
Vue sur Crémieu et son château.
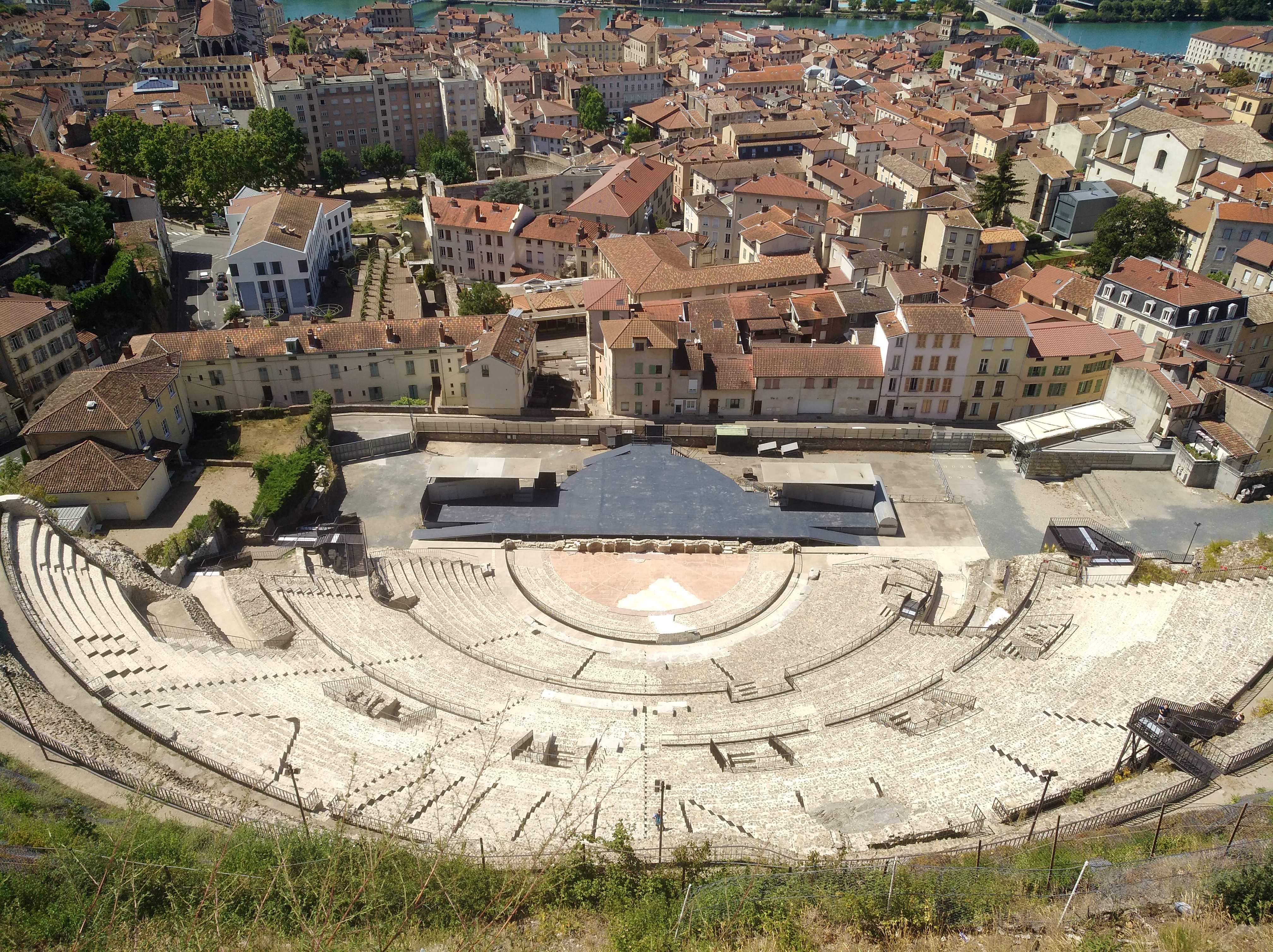
Le théâtre antique de Vienne.
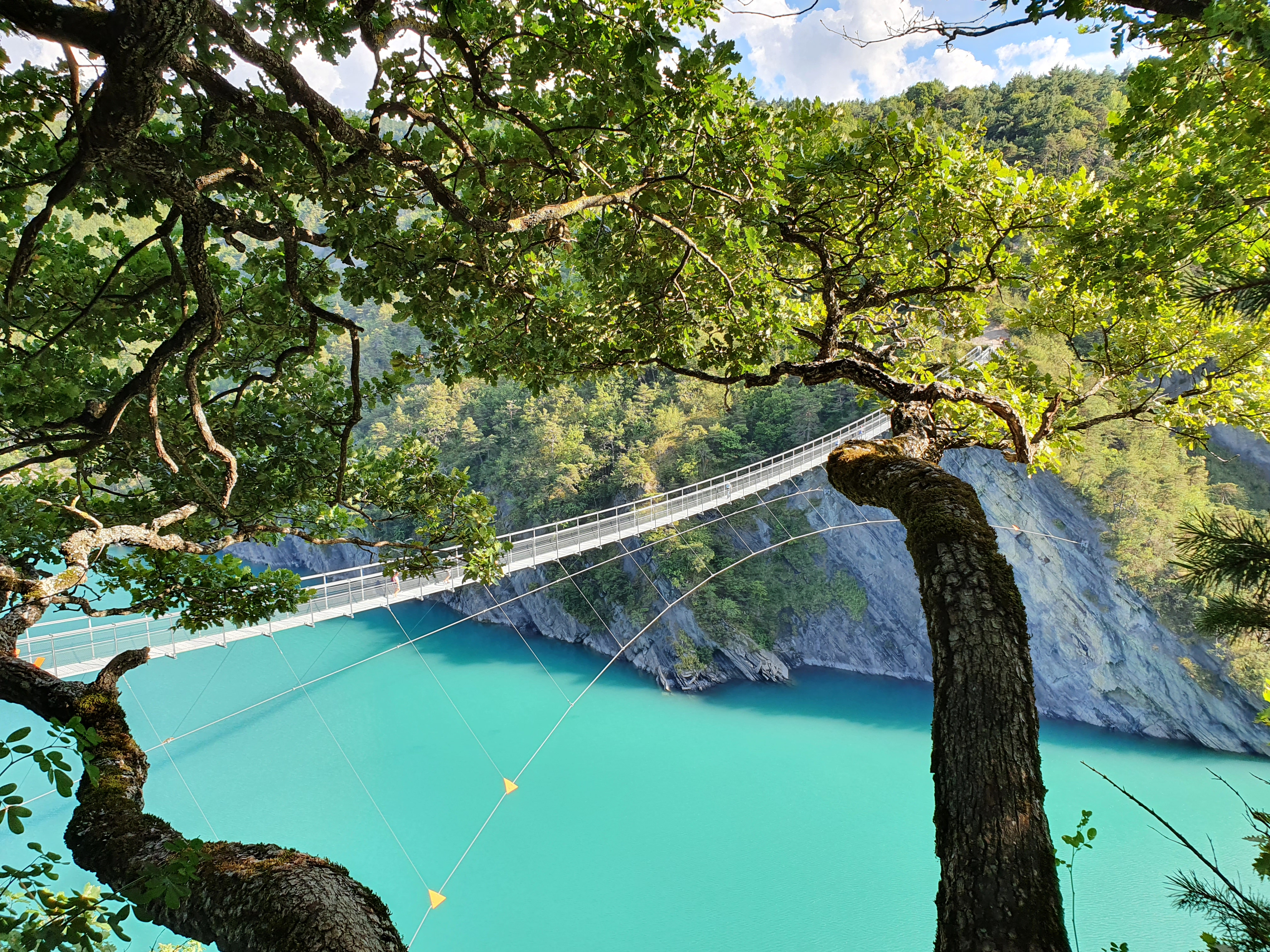
La passerelle himalayenne de l'Ébron.
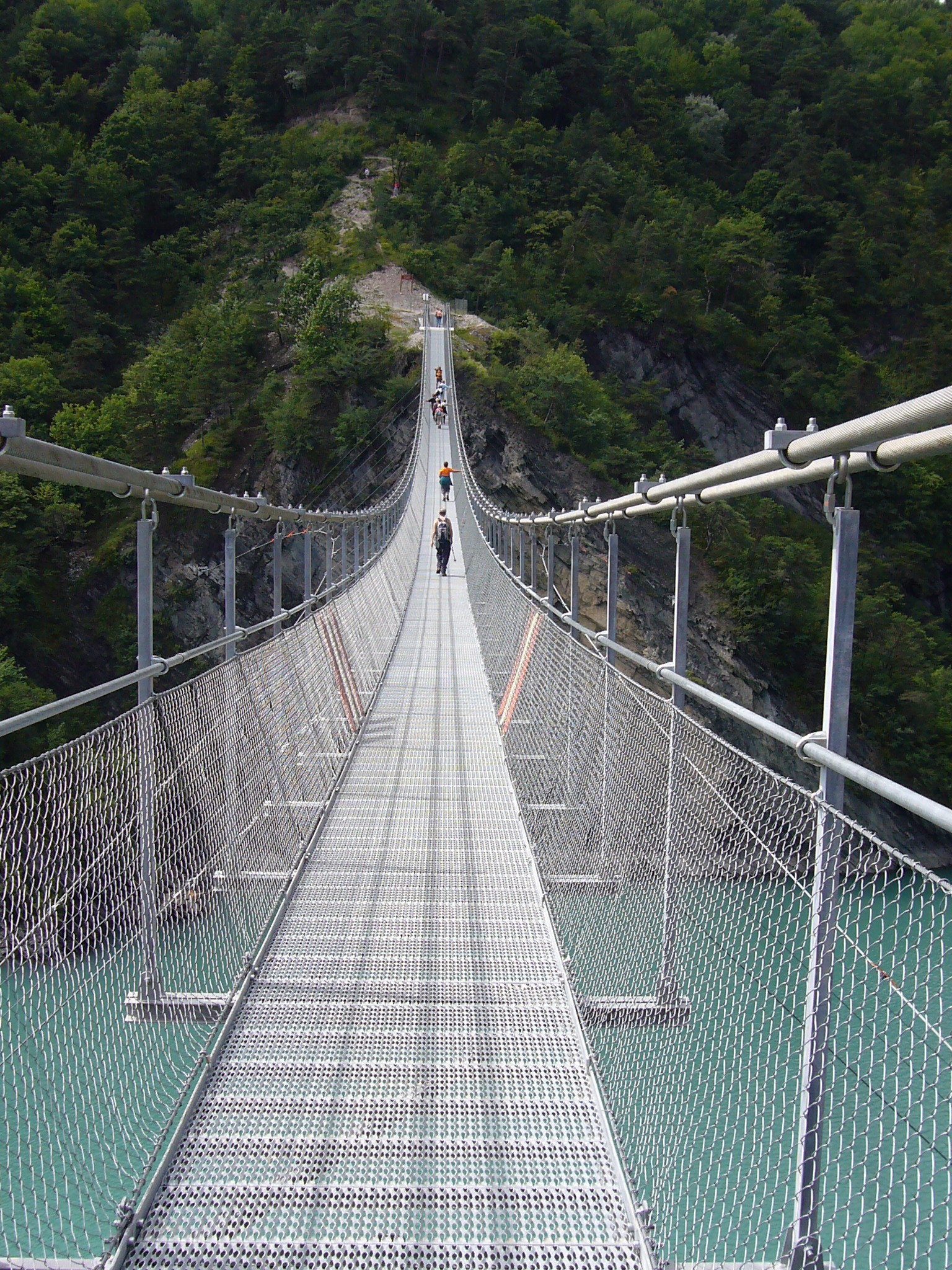
La passerelle himalayenne du Drac.
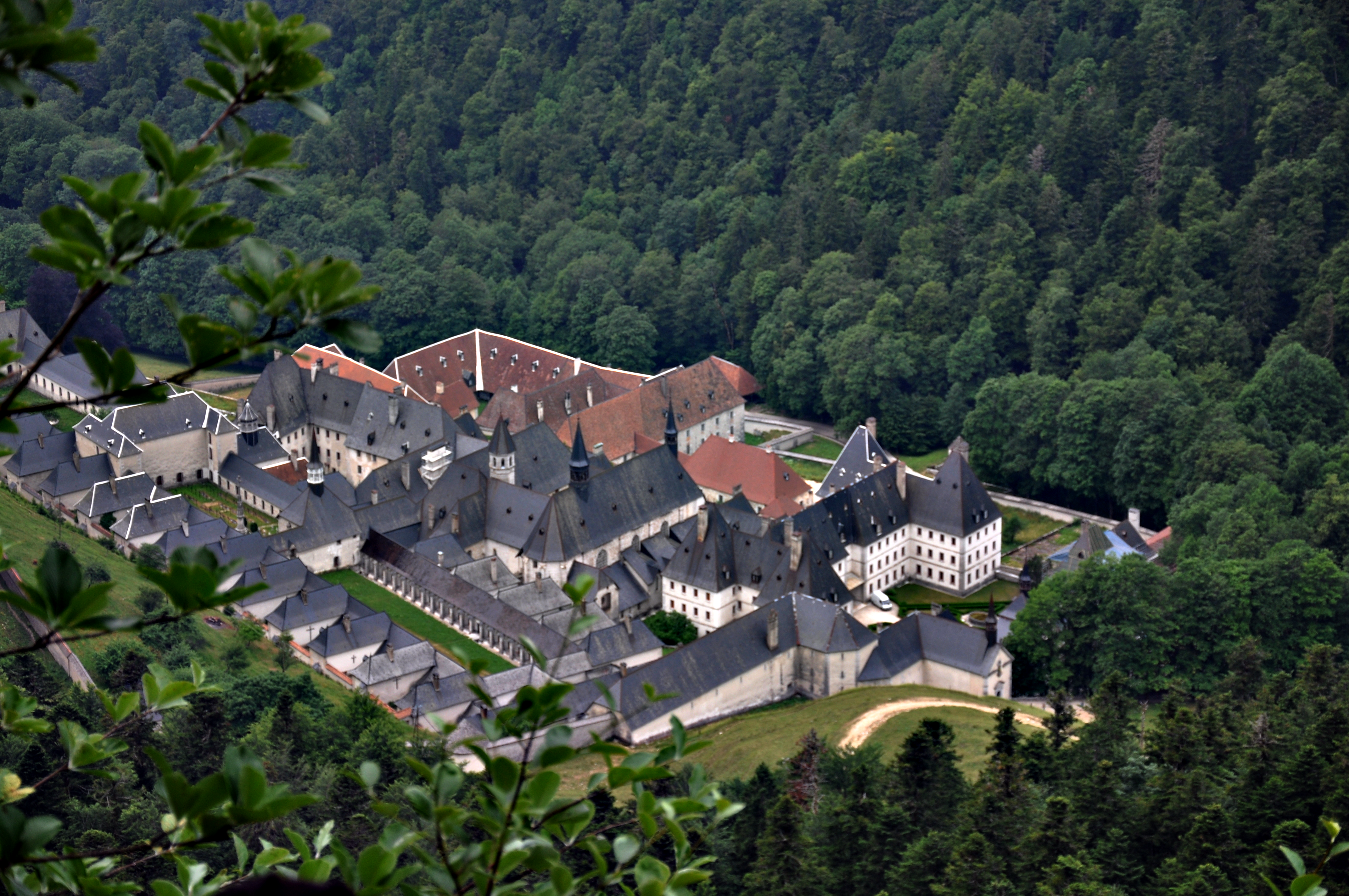
La Grande Chartreuse.
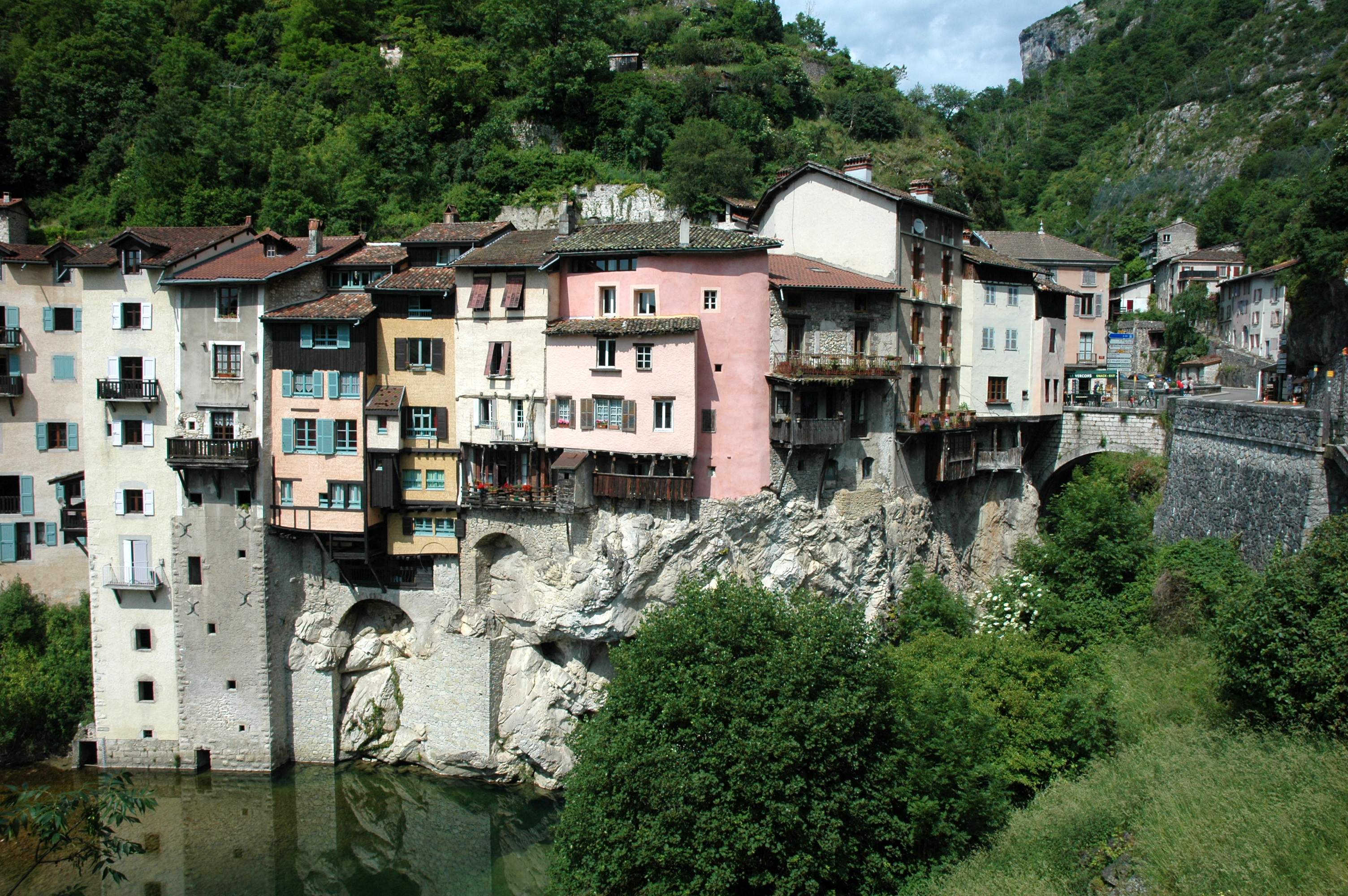
Les maisons suspendues de Pont-en-Royans.